# Gastronomía de Argentina
La gastronomía de Argentina combina influjos provenientes de muy diversas culturas, desde los pueblos originarios ―maíz, papa, batata, mandioca, ají, tomate, morrón, poroto, yerba mate―, la llamada «cocina criolla» influida por los colonizadores españoles y los gauchos ―la carne vacuna, el vino y el dulce de leche― y la africana subsahariana ―el consumo de achuras y mondongo―, hasta las grandes corrientes migratorias provenientes de Europa y Asia occidental a partir de mediados-fines del siglo XIX, principalmente la italiana ―la pasta y la pizza― la española ―la tortilla de patatas― y la boliviana, con gran incidencia en la producción hortícola.
Un factor determinante para su gastronomía es que Argentina, debido a la extensión y fertilidad natural de sus amplias llanuras, ha sido tradicionalmente un importante productor agrícola y ganadero. Entre los principales productos alimenticios se encuentran el trigo, poroto, maíz, girasol, carne (vacuna, ovina, avícola), leche y derivados, huevos, té, arroz, azúcar, aceitunas, embutidos, cítricos, manzanas, uvas, melones, sandías, duraznos, tomates, frutillas, limones, miel (tercer productor mundial), aceites comestibles (maíz, girasol, oliva), etc. En los últimos años el principal producto rural del país es la soja, destinada principalmente a la exportación y usado como alimento para animales.
La gran producción de carne vacuna determina que sea esta la de mayor consumo en el país. Argentina es uno de los países con mayor consumo per cápita de carne en general y de carne vacuna en particular, situación que no sufrió cambios significativos a lo largo del tiempo. Una comida típica argentina es el asado o parrillada (carne y entrañas de vaca cocinadas a las brasas), además de las empanadas (especie de pasteles rellenos de carne u otros ingredientes). Además, es muy habitual el consumo de un sándwich de chorizo, denominado choripán.
De modo semejante, las enormes producciones trigueras hacen que el pan más común sea el pan blanco de harina de trigo y explican en gran medida el éxito de ciertas comidas difundidas por el gran número de inmigrantes italianos, entre ellas la pizza argentina, extremadamente popular, caracterizada por tener mayor grosor de masa que las italianas.
La producción y consumo de leche es muy importante, consumiéndose alrededor de 240 litros por persona por año. De la existencia de grandes disponibilidades de leche se ha derivado un alto consumo de alimentos derivados como quesos (el país cuenta con 8 quesos propios) y dulce de leche, entre otros.
Entre los dulces, el alfajor es un producto ampliamente consumido y producido con múltiples variables regionales. Lo mismo sucede con los helados, en especial con los de tipo italiano, aunque ya desde el tiempo de la colonia española existía alguna afición a los helados de tipo sorbete. Hoy en día se mantiene el consumo de alfeñiques, típicos del Noroeste Argentino.
La bebida característica que Argentina comparte con otros países vecinos es una infusión precolombina de origen guaraní preparada con hojas de yerba mate (planta originaria de la Cuenca del Plata) llamada mate. El mate también puede ser preparado como un té, siendo denominado en este caso mate cocido. La colonización española introdujo el consumo del café, que se ha hecho masivo, generalizándose desde los tiempos coloniales los «cafés» como lugares de encuentro. Existe también un amplio consumo de té, ya sea de su variedad clásica introducida por influencia de la inmigración británica, como de hierbas digestivas de provenientes de antiguas tradiciones precolombinas como el boldo y la peperina. En menor medida, existe la costumbre de consumir infusiones de chocolate, también por influencia colonial.
Entre las bebidas alcohólicas se destaca el vino, del cual Argentina es el quinto productor mundial, elaborado principalmente en Mendoza, San Juan y en otras provincias cordilleranas.  Entre los vinos característicos del país se destaca el malbec. Otras bebidas alcohólicas, mayormente conocidas en las zonas rurales del norte, como lo son la caña y algunas de origen precolombino, como la aloja, la chicha y el guarapo (una variedad de hidromiel).
El desayuno clásico es pan con manteca y dulce, acompañado de café, leche y, eventualmente, mate; este último suele reemplazar totalmente al desayuno. La cena se suele realizar después de las 21:00 h. Existe la tradición de dedicar el almuerzo del domingo al asado o las pastas, en reuniones familiares o con amigos.
Además de las diferencias regionales, existe una distinción muy importante entre la gastronomía netamente urbana, la de zonas menos urbanas y la de zonas rurales, más tradicionales. Otro conjunto de diferenciaciones está dado por los estratos socioeconómicos. Aunque existen comidas argentinas comunes en toda la extensión del país (asados y el chimichurri, los churrascos y milanesas, el dulce de leche, los alfajores, las empanadas de carne, el locro, el puchero, el guiso carrero con fideos, el guiso de arroz y el mate —especialmente el amargo—, se pueden distinguir cuatro regiones gastronómicas principales.

## Por región

### Región Central y Pampeana

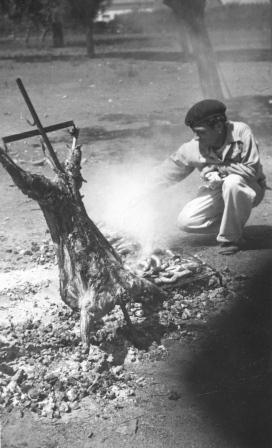
Un hombre prepara asado en el pueblo rural de América, en la provincia de Buenos Aires, circa 1954.

Abarca la ciudad de Buenos Aires, la Provincia de Buenos Aires, Córdoba, La Pampa, Santa Fe y Entre Ríos.
Es la región que ha recibido un mayor influjo europeo directo, principalmente italiano y español, aunque es asimismo, por sus importantes producciones pecuarias —en especial de ganado vacuno— el epicentro de dos platos típicamente argentinos: el asado y el dulce de leche (este último se usa para acompañar el pan en el desayuno o la merienda, o en tortas, alfajores o postres).
Las comidas que han perdurado desde tiempos coloniales en la región son las siguientes: los asados (a la estaca y a la parrilla) y parrilladas, el dulce de leche, el locro, el puchero con caracú, el guiso carrero (con fideos), el guiso de arroz, el mate (especialmente el amargo), las tortas fritas, las tortas o tortillas asadas (similares a las fritas pero asadas en un parrilla y a las brasas, que perdura desde tiempos coloniales y que son muy comunes en el Gran Buenos Aires, no tanto en otras zonas de la región en cuestión), el matambre arrollado, los pastelitos criollos, las empanadas (particularmente las de carne), los alfajores, el pastel de papa y el arroz con leche.
A las comidas ya mencionadas se añaden las milanesas y los churrascos. Las milanesas suelen ser condimentadas con jugo de limón e incluyen una variante que, pese a su nombre, es de invención local: la milanesa napolitana. Algo similar ocurre con la milanesa a la provenzal. Es también muy frecuente el sándwich llamado sándwich de milanesa, que puede constar de una sola milanesa entre dos rodajas de pan (casi siempre blanco «francés»), aunque, por lo común, consiste en un sándwich de milanesa con hojas de lechuga y rodajas de tomate al que pueden añadirse aderezos como la mayonesa o la mostaza. Una variedad algo más compleja de este sándwich típicamente argentino es el que usa una milanesa napolitana como núcleo en lugar de una milanesa simple.
Las pizzas argentinas difieren bastante de las italianas y, en muchos casos, son más próximas a algunas variedades italianas de calzoni. Pizzas típicas o exclusivamente argentinas son la pizza canchera o de cancha, la fugazza con queso, fugazzetta, la por metro, a la parrilla, a la piedra, etc. La pizza a la piedra se generalizó a fines de los 1960 y se trata de una pizza de poca masa (aunque no tan estrecha de espesor como las pizzas romanas), recubierta de mozzarella o un queso semejante. A comienzos de siglo XXI, la pizza a la piedra era una de las más consumidas ya que es expendida por cadenas de pizzerías económicas como fast food. Por lo común las pizzas argentinas van cubiertas con salsa de tomates y un queso tipo mozzarella: a esta variante «económica» se le suman las cubiertas con salsa de tomate, queso, anchoas, jamón cocido, aceitunas y pimientos morrones, en ocasiones se le añade huevo; a las pizzas de pequeñas dimensiones (generalmente circulares y con el tamaño justo para un comensal) se las denomina pizzetas. Preparaciones menos comunes son las que sustituyen el jamón por el salame ("pizza calabresa") o la pizzaiola (que es una especie de pizza basada solo en salsa de tomate con ajos y cebollas), o las que poseen rodajas de ananá, palmitos, diversos hongos y mariscos. La pizza argentina deriva de la cocina napolitana mientras que la fugazza con queso y la fugazzetta, modalidades de pizza de origen argentino, derivan de la focaccia zeneize (genovesa), aunque la preparación local difiere bastante de la italiana.
Otro plato muy popular en la ciudad de Buenos Aires y de ciertas zonas de su área metropolitana es la fainá, una especie de fugazza realizada con harina de garbanzos. Durante el siglo XX ha sido común que la gente pidiera en las pizzerías de la ciudad de Buenos Aires o Córdoba un combo de "moscato, pizza y fainá", es decir un vaso grande del dulzón vino moscatel (o moscato) acompañado por dos porciones triangulares sobrepuestas, la inferior de fainá y la superior de pizza.
De los fideos genéricamente llamados pastas se distinguen estos tipos: pastas secas (equivalentes a las llamadas, en italiano, paste asciutte y, en cocoliche, "pastashiuta"), entre las cuales las más comunes en Argentina son los tallarines; pastas frescas (ñoquis, tallarines, espaguetis, etc. no desecados); pastas rellenas, que pueden ser en algunos casos pastas secas, aunque debido al relleno perecedero casi siempre forman parte de las pastas frescas (las más comunes en Argentina son los ravioles) y «fideos guiseros» (los "guiseros", casi en su totalidad, son un subconjunto de las pastas secas, aunque definidos, como su nombre lo indica, como propios para hacer guisos e incluso sopas; ejemplo de fideos secos que se usan para sopas son los llamados "municiones", los fideos "letras" —ya que tienen la forma de letras— o los cabellos de ángel).
Entre las pastas se encuentran, principalmente, los tallarines, ravioles, ñoquis, canelones, fetuchines o "cintitas", bucatines, sorrentinos, lasañas, capeletis, tarteletis y agnolotti o añolotis; en menor medida los mostacholes (llamados penne rigate en Italia; es decir, "plumas rayadas"), aunque en Argentina frecuentemente los mostacholes son muy usados como fideos guiseros junto a los "moñitos" (en italiano farfalle; es decir, "mariposas") o los "tirabuzones". En las pastas rellenas es frecuente el uso de la ricota, producto lácteo semejante a la cuajada que también es muy usado para hacer postres como tartas y "redondos de ricota", otros rellenos de las pastas rellenas incluyen ricota y nuez molida, verduras como la espinaca, jamón, picadillos de carne, etc.

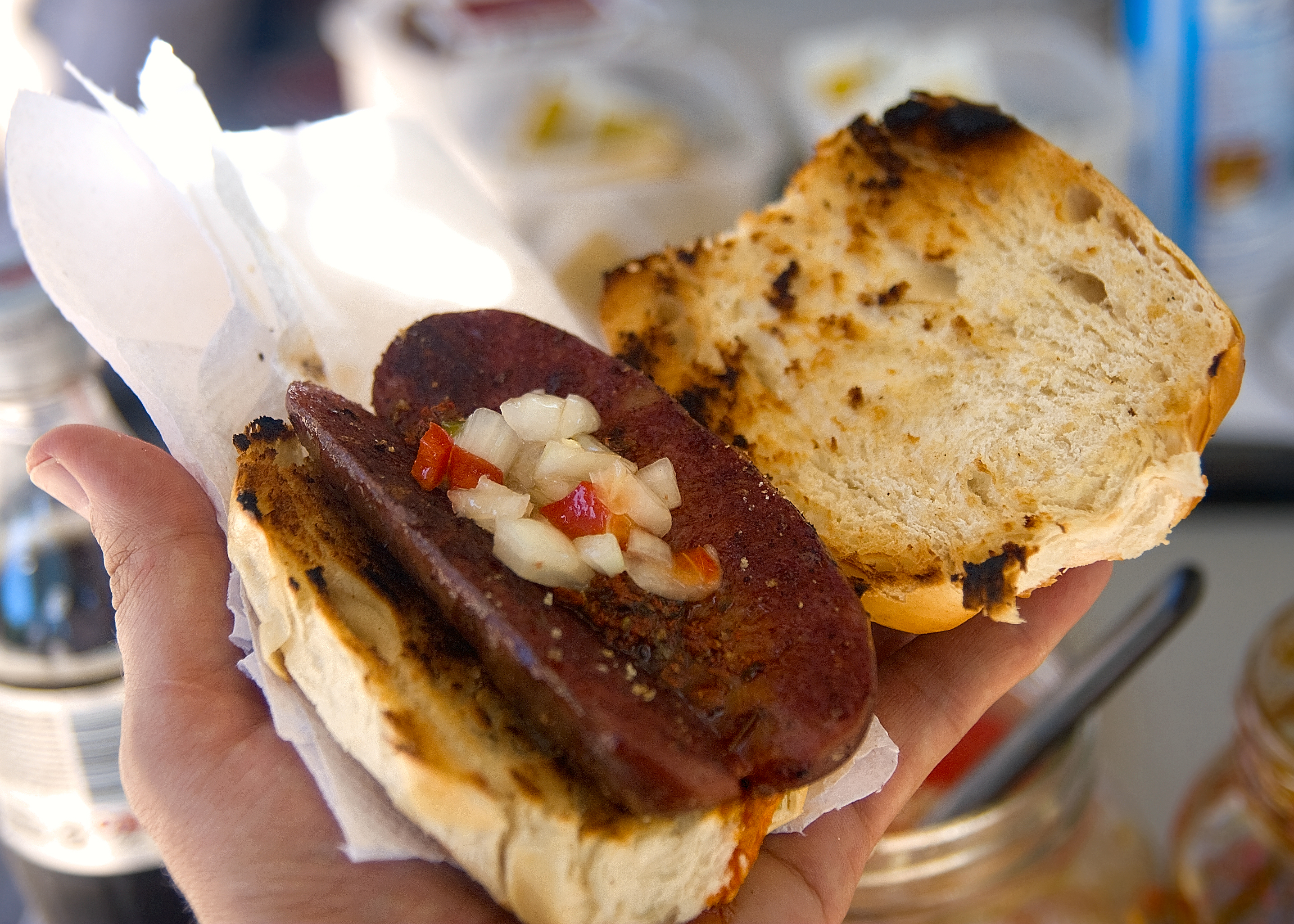
Un choripán servido "a la mariposa" con salsa criolla.

El chef italiano radicado en Argentina, Pietro Sorba, explica que la comida italoargentina actual difiere bastante de la italiana actual: la cocina italoargentina mantiene mejor las características gastronómicas italianas decimonónicas e incluso previas al siglo XIX, en cambio la cocina de la Italia actual es mucho más "light", lo cual explica por qué las actuales comidas italiana y española están "aburguesadas". En la actual España e Italia están de moda los ingredientes exóticos caros (por ejemplo la "gastronomía molecular") los cuales por ser caros en precio obligan a ingerir pocas porciones de los mismos y porque el sedentarismo laboral obliga a dietas de muy pocas calorías.
También existe, aunque es menos frecuente, el consumo de las pastas con pesto. Esta salsa italiana está basada en la albahaca pestata o machacada, aunque en Argentina los inmigrantes —al no encontrar albahaca suficiente— inventaron un pesto criollo hecho con perejil machacado y ajo picado bien fino, con aceite vegetal. Actualmente se consumen ambas variantes.
También se usan otras salsas para las pastas: salsa blanca, salsa rosa, pomarola, putanesca, fileto, salsa portuguesa, napolitana, salsa blanca o bechamel (la salsa blanca es de mucho menor consumo que las basadas en tomates, aunque suelen prepararse platos en los que se mezclan tucos —u otras salsas rojas— con salsa blanca o bechamel, como es en el caso de los "canelones a la Rossini"). Algunas son demasiado elaboradas y por esto no son de consumo frecuente, como la salsa de salmón. La salsa criolla, aunque también puede usarse para las pastas, es más utilizada para acompañar platos hechos principalmente a base de carnes. Por su parte, la salsa parrillera tiene semejanzas con la salsa criolla y ambas con el chimichurri, aunque este último es más semejante a la salsa parrillera.
Los sorrentinos, aunque de acuerdo con la creencia popular son una invención argentina y puntualmente de la ciudad de Mar del Plata, en realidad son una variante más de una pasta italiana (como casi todas) llamada "lunette". Del norte de Italia proviene otra comida muy común en todo el país: la polenta, aunque al estar hecha a base de maíz (un alimento originario de América) hay comidas de los nativos del continente anteriores a la polenta, como lo es el mbaipy típico del noreste argentino, que tiene raíces guaraníes. El ossobuco es más característico de la región central.

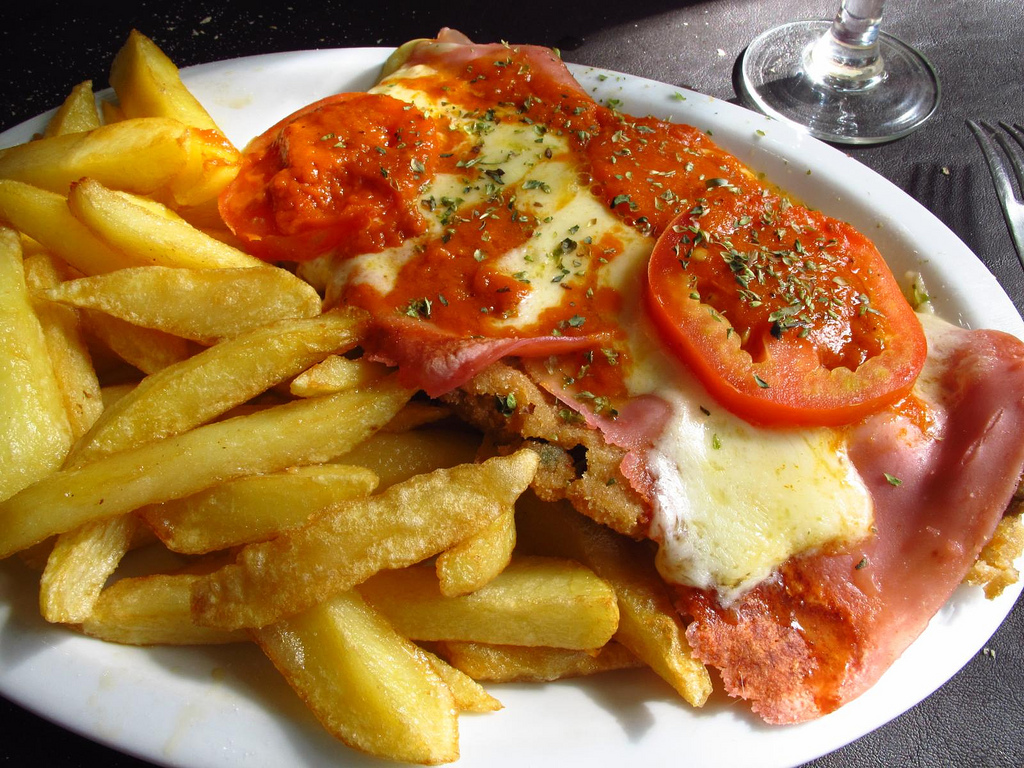
Una milanesa a la napolitana con papas fritas, típica milanesa cubierta con salsa de tomate y queso mozzarella.

Los influjos ibéricos, particularmente los españoles no van muy a la zaga: postres como los churros, las ensaimadas y los alfajores, o platos como la tortilla de papas, las albóndigas, las torrejas, los buñuelos, croquetas y gran parte de los guisos, entre los que se destacan la buseca, el guiso de lentejas —típico plato invernal por su fuerte carga de calorías— y los pucheros. También con alcurnia española se encuentran los zapallitos rellenos cocinados al horno, que consiste en un conjunto de zapallitos redondos cortados por la mitad y vaciados, rellenados con su pulpa y carne picada que son tapados con un rebozado de pan rallado con algo de queso fresco o queso rallado, e incluso una salsa de tomate y una aceituna. De un modo parecido se hacen en Argentina los tomates rellenos, así como los huevos rellenos que se preparan con huevos duros cortados por la mitad y vaciados de su yema, en la que la yema se mezcla con carne picada o con variedades de picadillos de carne (picadillo de carne común, especiado, trufado, "jamón del diablo") u otros tipos de paté de foie con especias o, por ejemplo, lomitos de atún desmenuzados. A estos huevos rellenos se le da "un golpe de horno" bien caliente durante unos cinco minutos para que la yema cuaje con el picadillo o el pescado desmenuzado.
El bife a la criolla, plato típico para el frío, es oriundo de Argentina aunque su linaje procede de los cocidos de España. El puchero y el locro (consumido especialmente en las fechas patrias) son comidas típicas argentinas que han perdurado desde la época colonial hasta la actualidad sin apenas recibir modificaciones.

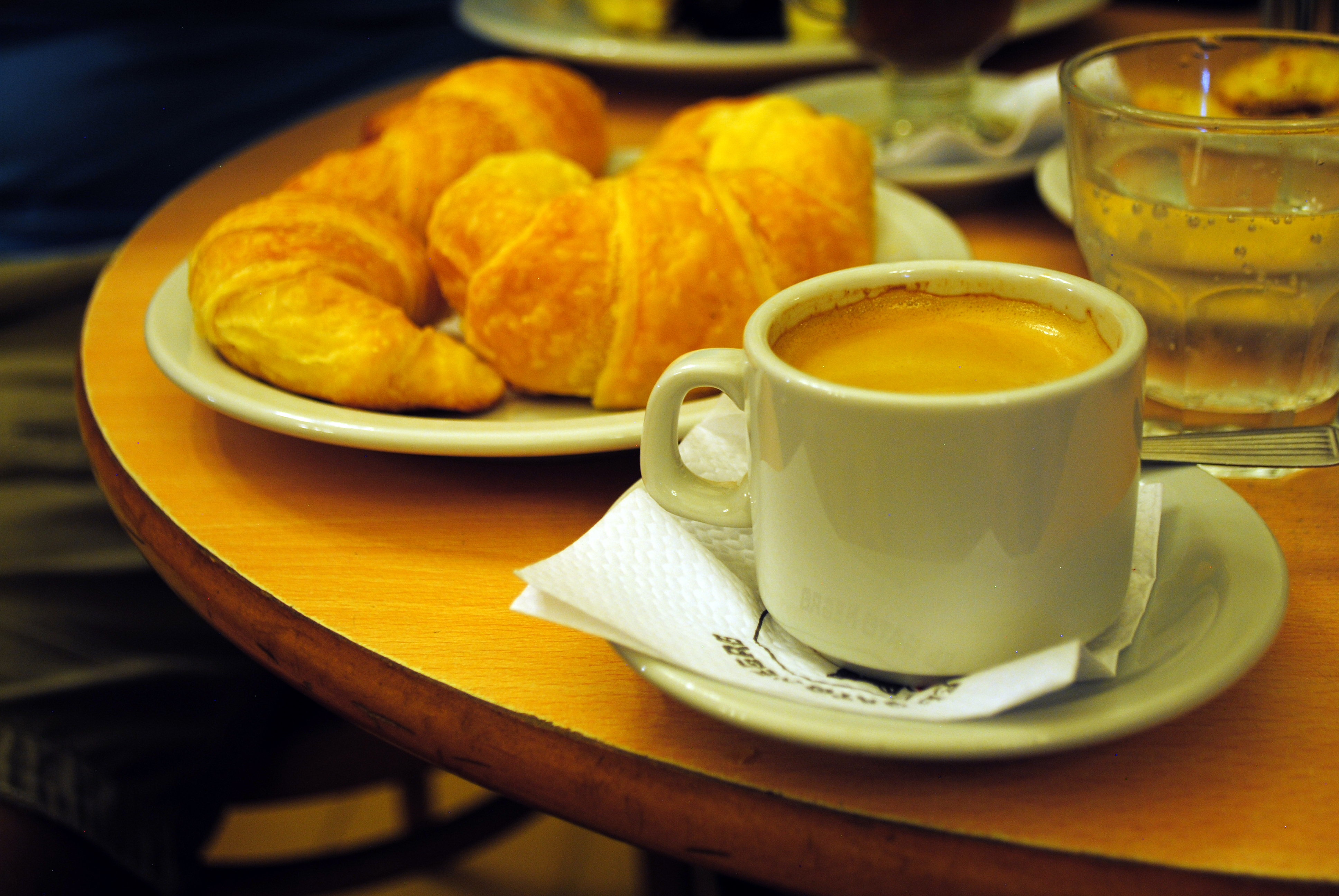
Típica merienda en un café de Buenos Aires.

Del aporte africano se puede destacar principalmente el consumo de las achuras, ya que era lo que ellos comían por ser considerado "lo peor" de la vaca por sus amos pertenecientes a la aristocracia de la época. Todas las achuras que se comen en la actualidad fueron, en sus inicios, comida de esclavos. Entre las achuras más consumidas por los esclavos estaba el mondongo: he ahí que algunos barrios en los que vivían muchas personas de origen africano subsahariano fueran llamados "el barrio del mondongo" y "el barrio del tambor", como el Barrio de Montserrat y el Barrio de San Telmo respectivamente, situados en la Comuna 1 de la ciudad de  Buenos Aires.
En cuanto a los conejos y liebres (una costumbre Ibérica en guisados, cocidos y otros platos hechos con estos animales) su consumo en Argentina está casi restringido a las zonas rurales y puebleras, donde se consume asada, en escabeche y en empanadas. A su vez, existe una significativa cunicultura dedicada a la exportación de estos animales en el país.
Hacia principios del siglo XX, el asado ya estaba establecido como tradicional en el campo de la región pampeana, pero no había sido adoptado por la élite aristocrática porteña, que prefería la cocina francesa a la que consideraba más «refinada». La publicación del primer libro de cocina argentino, «El cocinero práctico argentino» de Antonio Gonzaga en 1931, ha sido considerada cabal para la aceptación del asado por las élites porteñas y su subsecuente exaltación como epítome de la cocina argentina.
A lo largo del siglo XX y en la actualidad, se consumen conservas de picadillos de carne vacuna como el "corned beef o chilled beef"". El nombre inglés se debe a que desde fines de siglo XIX hasta los años 50 gran parte de la industria de mataderos de vacunos y la frigorífica estaba en poder de capitales ingleses, y las carnes argentinas sirvieron en estos modos de conservación como alimentos baratos para gran parte de la población de poco poder adquisitivo en Inglaterra, especialmente en tiempos en que el Reino Unido estaba en guerras. Desde los establecimientos de Liebig se exportaban enormes cantidades de "jugo de carne concentrado" rico en hierro y proteínas. En la actualidad tales tipos de actividades frigoríficas se mantienen las conservas llamadas "viandadas" o "panes de carne".

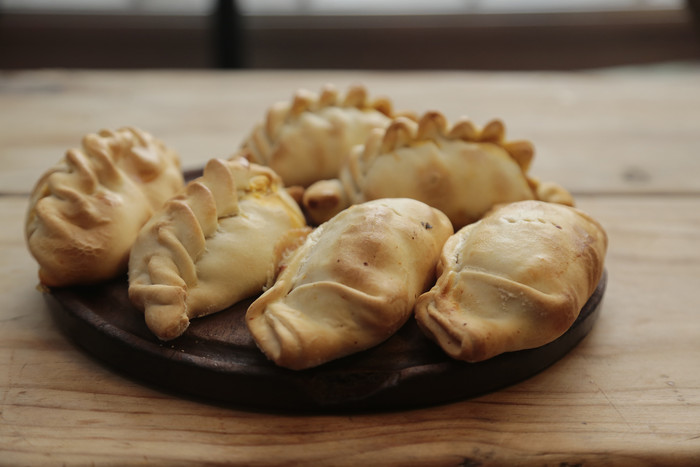
Un plato de empanadas al horno servido en Buenos Aires.

Aunque las empanadas son típicamente argentinas, tienen antigua prosapia española, más exactamente andaluza, y en Andalucía derivaron del lajmayin, la esfiga y el fatayer del Cercano Oriente, aunque pueden encontrarse —sin que sean excluyentes— otros orígenes para las empanadas americanas: la empanada gallega y ciertos calzones rellenos. Ha de notarse que en Argentina la sfiha o esfiga casi siempre es comida no como una especie de pizza sino al modo de una empanada magramente rellena.
Los argentinos son grandes consumidores de pan, en 2010 su consumo oscilaba los 75,2 kg per cápita, aunque extraoficialmente la cifra a fines de 2012 se remontaba a 86 kg per cápita, lo cual implica la mayor parte del consumo de harina de trigo, que totaliza un consumo de 135 kg de harina per cápita/año. Además del pan más común en Argentina, llamado "francés", el pan blanco argentino está hecho con harina de trigo refinada amasada con agua hasta formar bollos que se hornean hasta adquirir un color de "cáscara" dorado o amarillento y la miga bien blanca y esponjosa. Otras formas de pan muy comunes en el campo argentino son el pan casero, frecuentemente redondo y con "burbujas" relativamente grandes al tener menos aditivos (por ejemplo menos levadura de cerveza), que son cocidos en hornos campestres semicirculares moldeados con forma de domo utilizando barro o adobes (estos hornos son calentados desde abajo ya que abajo del domo de adobe se encuentra el fogón), y en lugar de usar tanto la levadura de cerveza se suele usar como substitutivo de la levadura el jume (ceniza blanca de algarrobo y otras plantas autóctonas). El aspecto del pan casero argentino recuerda en muchos casos al pan napolitano. Las diversas variedades de "pan casero argentino" en muchos casos incluyen en su miga pequeños trozos de chicharrón (pequeños trozos de grasa cocinada) que le añaden gusto y calorías. En cambio el pan "blanco" o "pan francés" propiamente dicho suele ser horneado en hornos más complejos (generalmente alimentados sus fogones por gas natural) de un modo más rápido con harinas de trigo muy refinadas, levaduras, y puede llegar a tener su cáscaras o cortezas malteadas.
El "pan francés" argentino, además de tener una forma característica, tiene muchas otras formas dependiendo del tipo de cocción, el gusto y el aroma: las variedades más conocidas son "pan Felipe", "baguettes", "pan mignon o miñón" (pan hecho con la forma de pequeños bollos a veces con inclusiones de manteca o de margarina), "flautitas" (panes blancos de unos 15 a 20 cm de longitud), "milongas" (panes blancos casi cilíndricos de unos 15 cm de longitud cuya cáscara es poco tostada) y las "tortugas" (panes redondos o redondeados mucho más anchos que altos de unos 10 a 15 cm de diámetro). También destaca el pan fondín o pan de fonda, que es una variedad de pan blanco o "francés" realizada a partir de un bollo relativamente grande por unidad (15 a 20 cm de longitud, unos 10 cm de diámetro); la corteza o cáscara del fondín suele ser ocre y levemente más dura que la de los otros panes blancos; el fondín fue una variedad de pan muy frecuente hasta los años 80 en los restaurantes económicos y muchas veces este pan fondín no se cobraba a quien lo consumía acompañando una comida principal. Un pan de origen italiano que ha tenido y tiene algún arraigo en las principales ciudades de la zona central argentina es el llamado "roseta", derivado del italiano rosetta, aunque la roseta argentina suele tener mucha más miga que la rosetta italiana.

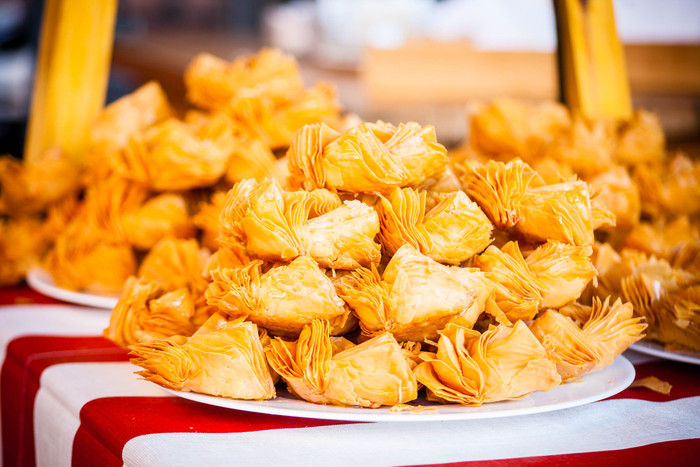
Pastelitos criollos durante celebraciones del 25 de mayo.

Por su parte el pebete es prácticamente una variedad del pan de Viena, las dos principales variedades de P.B.T. (iniciales de "pan blanco tostado") o pebete son usadas o para hacer sándwiches de tipo hot dog llamados en Argentina "panchos" o para hacer diversos sándwiches, como la hamburguesa. El pan lactal es una especie de pan amasado con leche de vaca, que suele usarse cortados en rebanadas en los hogares de las grandes ciudades argentinas para hacer tostadas o para realizar sándwiches con diversos ingredientes. El pan de miga o pan inglés se parece mucho al pan lactal por su contextura esponjosa y tierna, aunque sus hormas son mucho más grandes y se las rebana más fino en rectángulos; el pan de miga se usa, tras ser descortezado, casi exclusivamente para ser transformado en tapas de los populares sándwich de miga. La galleta de campo es un tipo panificado muy consumido en gran parte del interior de la región en cuestión.
El pan negro es todo pan cuya miga es oscura o marrón que por lo general se amasa a partir de harina de cebada (producida en la región pampeana); con el pan negro se confeccionan en ocasiones tapas para los citados sándwiches de miga, aunque su consumo suele ser preferido por quienes siguen dietas ricas en fibras; muchas veces el pan negro de cebada y/o de centeno suele ser condimentado con granos de sésamo, de kummel (comino), etc. Desde los años 60, los panes negros son relativamente costosos en Argentina ya que predomina la producción de harina de trigo y de soja, sin embargo en los '50 gran parte de la población de clase media y alta se quejaba del gobierno ya que estaba restringida la producción de pan blanco a causa de una sequía que mermó a las cosechas de trigo y con ello la producción de pan blanco. En esos pocos años, se expendió barato el "pan negro" aunque no gozó de aceptación masiva sino solo en los inmigrantes y argentinos hijos de inmigantes provenientes de Europa.

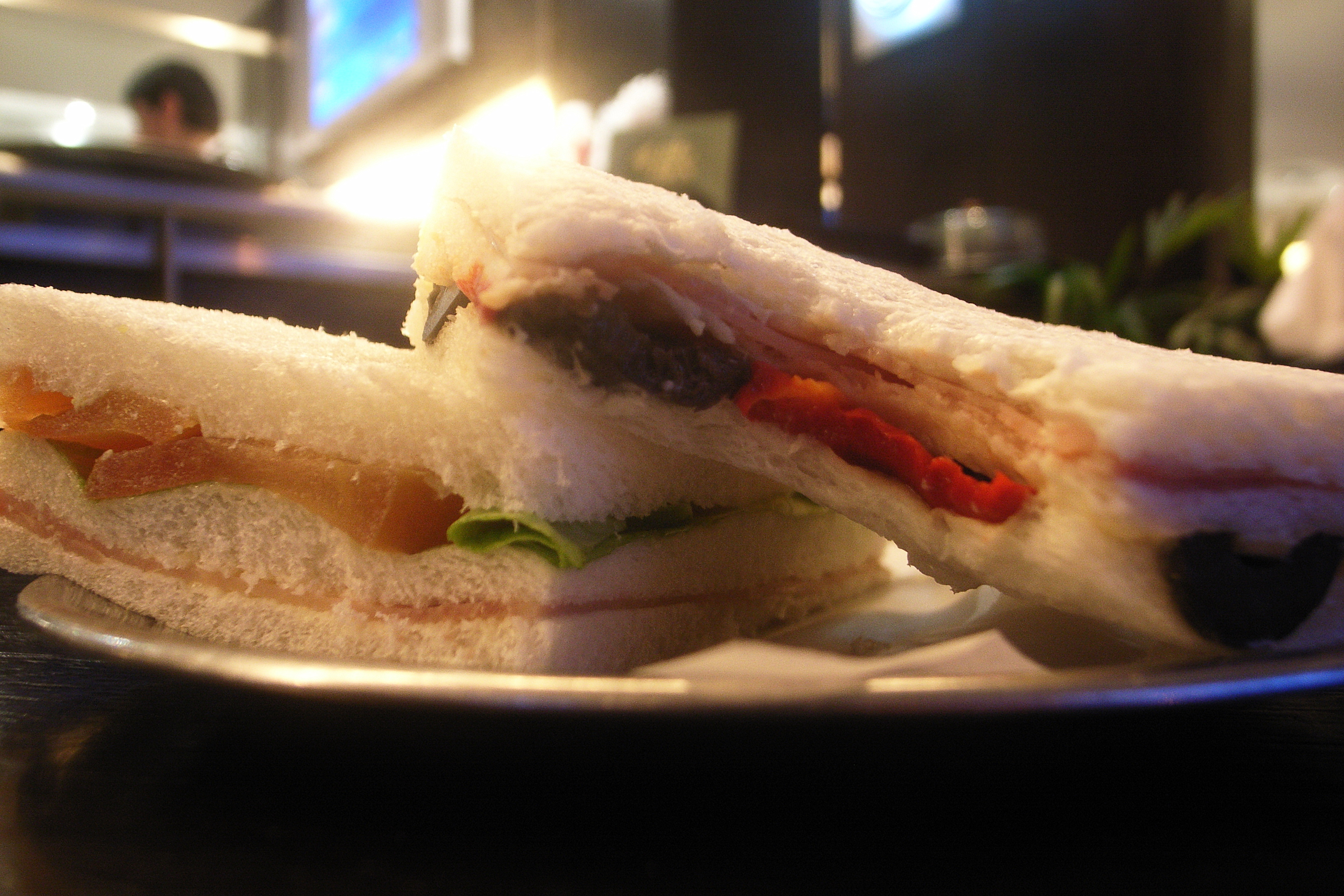
Un plato con sándwiches de miga en Mar del Plata.

El influjo francés se nota en la omelette o "tortilla de huevos", rellena muchas veces con dados de queso fresco o incluso otros alimentos como fiambres, que se envuelven al enrollar la omelette y en los panqueques ('crepes' en francés). En ciudades donde el porcentaje de argentinos de origen francés es bastante importante como Pigüé y Carhué, se celebran anualmente banquetes colectivos en los cuales se ingieren omelettes gigantes. El influjo alemán ha sido mucho menor que los mediterráneos, sin embargo es muy llamativo en la repostería y confitería. Casi todas las llamadas facturas tienen un origen alemán.
Respecto al consumo de facturas y repostería, en las Memorias de Lucio V. Mansilla este recuerda que en la ciudad de Buenos Aires (entonces "la gran aldea") se consumían los pasteles realizados en la ciudad argentina de Córdoba y también desde Cuyo —aunque no fuera estrictamente repostería— llegaban pelones y orejones.
Las medialunas, más conocidas en gran parte del mundo con el nombre francés de croissant (luna creciente) o cornetto en Italia o en ciertas partes de Alemania almond, son las facturas más populares de Argentina, las mismas pueden ser de grasa o de manteca y dulces o saladas, y la variación es regional y generalmente excluyente. Por ejemplo: en Buenos Aires se pide habitualmente "de grasa" o "de manteca", pero en Mar del Plata y otras ciudades se piden "dulces" o "saladas" y en muchas confiterías tanto las dulces como las saladas son de "manteca" e inclusos bañadas en una ligera capa de almíbar acaramelado. Una variante grande de medialuna es llamada sacramento, dadas sus dimensiones, con los que suelen hacerse sándwiches en los que priman fetas de jamón y "queso de máquina". Otras facturas de origen teutón son las berlinesas (conocidas popularmente en Argentina por los nombres de "borla de fraile" o "bola de fraile" y "suspiro de monja"). También son muy preparados los arrollados llamados piononos (llamados "brazo gitano" en España) tanto salados como dulces, especialmente en las fiestas de Navidad y año nuevo.

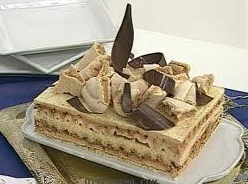
Imperial ruso.

Es de notar que estos nombres chuscos tienen su origen hacia fines de siglo XIX y principios de siglo XX cuando los gremios de panaderos eran fuertemente anticlericales y anarquistas, dirigidos hacia 1880 por el italiano Enrico Malatesta: aparecen los "vigilantes", "cañoncitos de dulce de leche", "bombas", "sacramentos", "cañoncitos", etc. Las denominaciones alemanas originales fueron relegadas al olvido al ser el idioma alemán bastante difícil para la mayoría de los argentinos. Gran parte de estas facturas fueron "argentinizadas" muchas veces con un elemento característico: dulce de leche. Otro influjo, algo más restringido, es el traído por los alemanes del Volga, principalmente en el oeste y centro de la Provincia de Entre Ríos, así como en ciertas localidades de la región centro-suroeste del interior bonaerense (como Colonia Hinojo, Colonia San Miguel, Hinojo y Coronel Suárez), en donde han difundido platos típicos ruso-alemanes como: variedades de kuchen (tortas alemanas) y el Kreppel o torta frita alemana (en Colonia Hinojo se realiza anualmente la 'Kreppelfest').
Por su parte las ensaimadas proceden de la inmigración mallorquina; son famosas las ensaimadas de la ciudad de San Pedro en el norte de la provincia de Buenos Aires. A fines del siglo XIX y a inicios del siglo XX las ensaimadas eran las "facturas" preferidas en la ciudad de Buenos Aires para acompañar desayunos y cafés o cafés con leches aunque pronto las medialunas las substituyeron, quizás por ser más "livianas" en tal preferencia.
Otros postres de pastelería muy comunes son la yema quemada, la pastafrola, los bizcochuelos, el budín inglés, las tortas (incluida la torta selva negra y, en menor medida el strudel de manzana) y las tortitas negras o cara sucias que son típicas de las ciudades de Rosario y Tapalqué. Entre los postres que no corresponden a la pastelería y son de gran consumo están los flanes (se suelen servir con un baño de caramelo —azúcar fundida de caña—, algo de crema y dulce de leche), las ensaladas de frutas (que se comen preferentemente en verano) y los budines. Muchos de estos postres así como las tortas son adornados con crema chantillí.

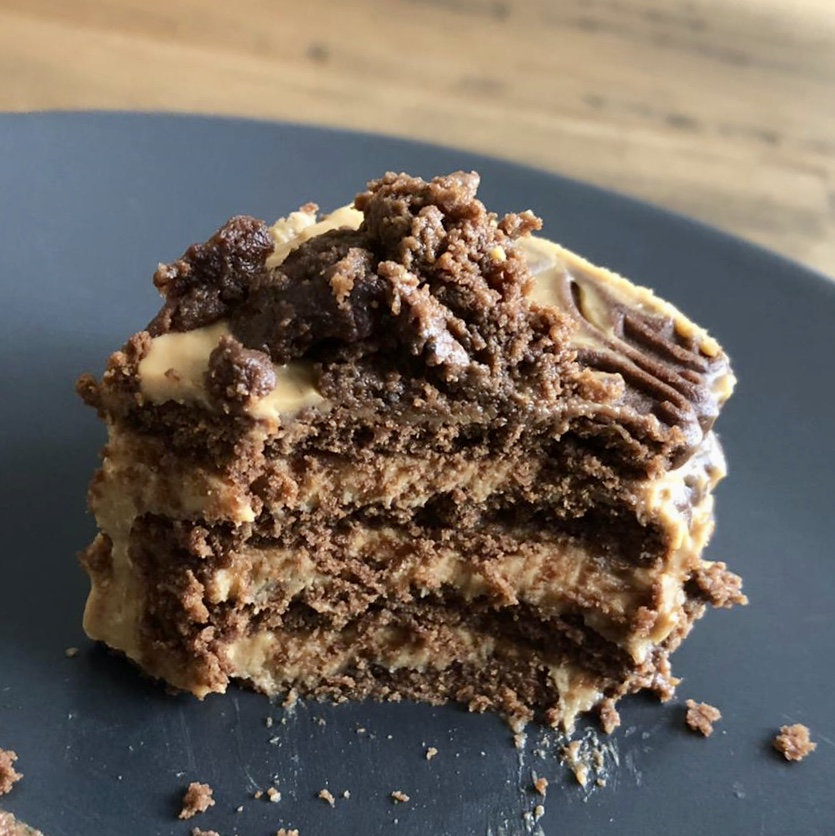
Chocotorta.

Si bien se observa, gran parte de los platos de la región central y pampeana de Argentina corresponden a preparaciones culinarias de ámbito urbano o rural-urbano (muchos de estos platos requieren al menos de un horno muy distinto del horno de campo), esto no es nada extraño si se considera que más del 80% de la población es urbana y se encuentra concentrada en las principales ciudades de la región central. Por su parte, la ciudad pampeana de General Pico entró en los récords Guinness al realizar "el asado más grande del mundo", con más de 13 toneladas de carne vacuna, asándose 948 costillares con una concurrencia récord de más de 30 mil personas.
Según Lucio V. Mansilla, durante la primera mitad de siglo XIX, en la ciudad de Buenos Aires (como en Montevideo, Rosario, Córdoba) eran comunes el quibebé, los postres de mazamorra, la chancaca, los pescados pacú, surubí y sábalo asados. Según el escritor e historiador Roberto Elissalde, presidente de la Academia Argentina de Gastronomía, la gastronomía gaucha en esta región era hiperproteínica debido al elevado consumo de carnes (incluso las gallinas eran alimentadas frecuentemente con trozos de carne en lugar de granos). Es célebre el refrán gaucho "todo bicho que camina va a parar al asador" y un ejemplo de ello era el consumo de asados, carbonadas, horneados y guisos de vizcacha, tatú mulita y tatú peludo (especies de la familia de los tatú o armadillos). Elissalde relata que a fines de siglo XVIII e inicios de siglo XIX no existía una señalada diferencia entre los alimentos que consumían los pobres y los opulentos ya que la comida era muy abundante y muy barata, especialmente las carnes vacunas, el pescado y las aviares. Las carnes, aunque abundantísimas, solían ser duras por lo que eran muy comunes los cocidos donde la carne había hervido durante horas.
A inicios del siglo XIX, lo que resultaba relativamente caro era el pan, ya que no había grandes cultivos de cereales y, por ende, escaseaban las harinas. Preparaciones comunes eran sopas con trozos de chancho, huevos, porotos y legumbres varias; rodajas de pan que remojaban en caldos de buey; gallinas e inambúes (también conocidos como "perdiz americana"), cocidas con legumbres, panes con espinaca y tiras de carne; y los guisos de cordero. Entre las especias las más importantes eran el perejil, el ajo y la pimienta importada, que proporcionaban a las comidas un gusto fuerte, pues el ajo, la pimienta y la sal de mesa en esos siglos eran usados para ayudar a conservar los alimentos preparados a partir de animales. Hacia 1810 era común en la ciudad de Buenos Aires la venta y consumo de pescados fritos, de una especie de sopa gelatinada sobre la base de pata de vaca hervida, humita, entre otros platos. Entre los postres había tortas de durazno, tortas de higos, bollitos y empanaditas dulces. Hasta los años 1880, en la ciudad de Buenos Aires era común comer casi todos los platos del almuerzo y de la cena en forma de puchero donde abundaban las hortalizas (zapallos, papas, zanahorias, etc) y verduras (repollos, puerros, cebollas, etc) que se obtenían de las "quintas" que por entonces abundaban en "las afueras" de las ciudades a pocas "cuadras" o a pocas manz
anas de las plazas centrales.

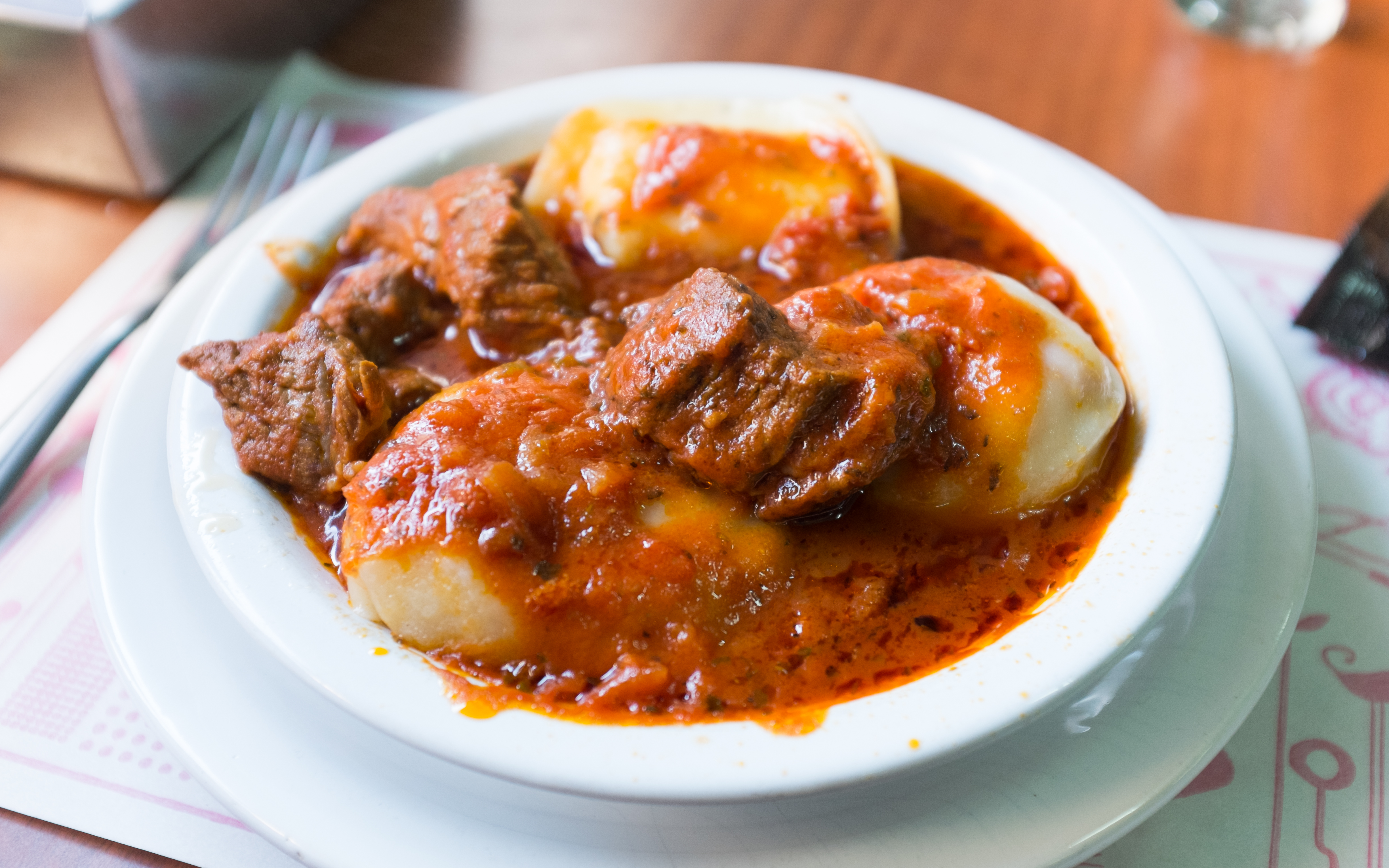
Sorrentinos.

Domingo Faustino Sarmiento dijo que la ciudad de Buenos Aires era de "señoras gordas", debido a que hasta fines de siglo XIX era común comer seis platos por persona entre el almuerzo y la cena. Lo más común cotidianamente era cenar muy temprano apenas "caía el sol", luego la mayoría de la gente se acostaba y los niños y niñas eran mandados a dormir. También durante el siglo XIX en las principales ciudades (especialmente en Buenos Aires y zonas aledañas) se distinguían incluso los tamaños de los platos, los platos "a la francesa" eran más chicos que los tradicionales "a la española".
Los niños —aproximadamente hasta los 12 años de edad— eran obligados a comer el almuerzo y la cena en mesas apartadas de las de los mayores. Las mesas de mayores estaban presididas en su cabecera por el patriarca familiar —o la mujer más anciana y respetada, es decir la matriarca— o por el padre de familia cuando el hogar carecía de adultos mayores. Hasta esos tiempos el modo más común de servir la mesa era "a la francesa", es decir poner todas las comidas ya preparadas sobre una gran mesa y que cada comensal eligiera lo que quisiera. Luego, esta tradición dio paso al modo actual "a la rusa" en el que los platos se van trayendo a la mesa por turno. Cabe considerar que la actual modalidad "a la rusa" se vio muy facilitada por la relativamente temprana difusión (entre los 1890 y 1950) de las heladeras (neveras) hogareñas u otros métodos de refrigeración en las principales ciudades ya que con estos dispositivos las comidas se mantenían conservadas por más tiempo.
Cuando la salteña Juana Manuela Gorriti escribe su libro "La cocina ecléctica" en las postrimerías del siglo XIX, gran parte de las preparaciones argentinas mencionadas habían sido olvidadas entre la gente de la región central y pampeana. Era precisamente la época en que se producía el gran influjo innovador de la comida italiana de la mano de millones de inmigrantes. Lucio V. Mansilla comenta la existencia de los ravioles en las principales ciudades rioplatenses hacia la década de 1880.
Según Víctor Ducrot y Daniel Schávelzon, el consumo de asado en las grandes ciudades recién se generalizarían aproximadamente a partir del 17 de octubre de 1945, cuando masas de migrantes procedentes del sector rural comienzan a difundir sus costumbres en las grandes ciudades. Estos migrantes muchas veces se dedicaron a las obras de construcción de edificios por lo que durante décadas fue todo un espectáculo callejero típicamente argentino ver y oler al mediodía la preparación improvisada de los "asados de obra" del almuerzo.
Hasta la década de 1970 en que se potenció la densidad edilicia (en gran parte con edificios de varios pisos para oficinas y departamentos) de las ciudades, seguían existiendo numerosas casas familiares de una a tres plantas (pisos, niveles) con amplios jardines y pequeñas huertas en las cuales se encontraban frecuentemente parras, higueras de origen mediterráneo, moreras, nísperos, plantas de tomate e incluso durazneros en la mayor parte de la Argentina templada y subtropical (en las zonas más secas se creaban cercos domiciliarios de tuna). Los frutos de esos pequeños huertos domiciliarios se solían comer tal cual estaban una vez maduros o se usaban para dulces caseros e incluso licores y arropes caseros de consumo familiar.

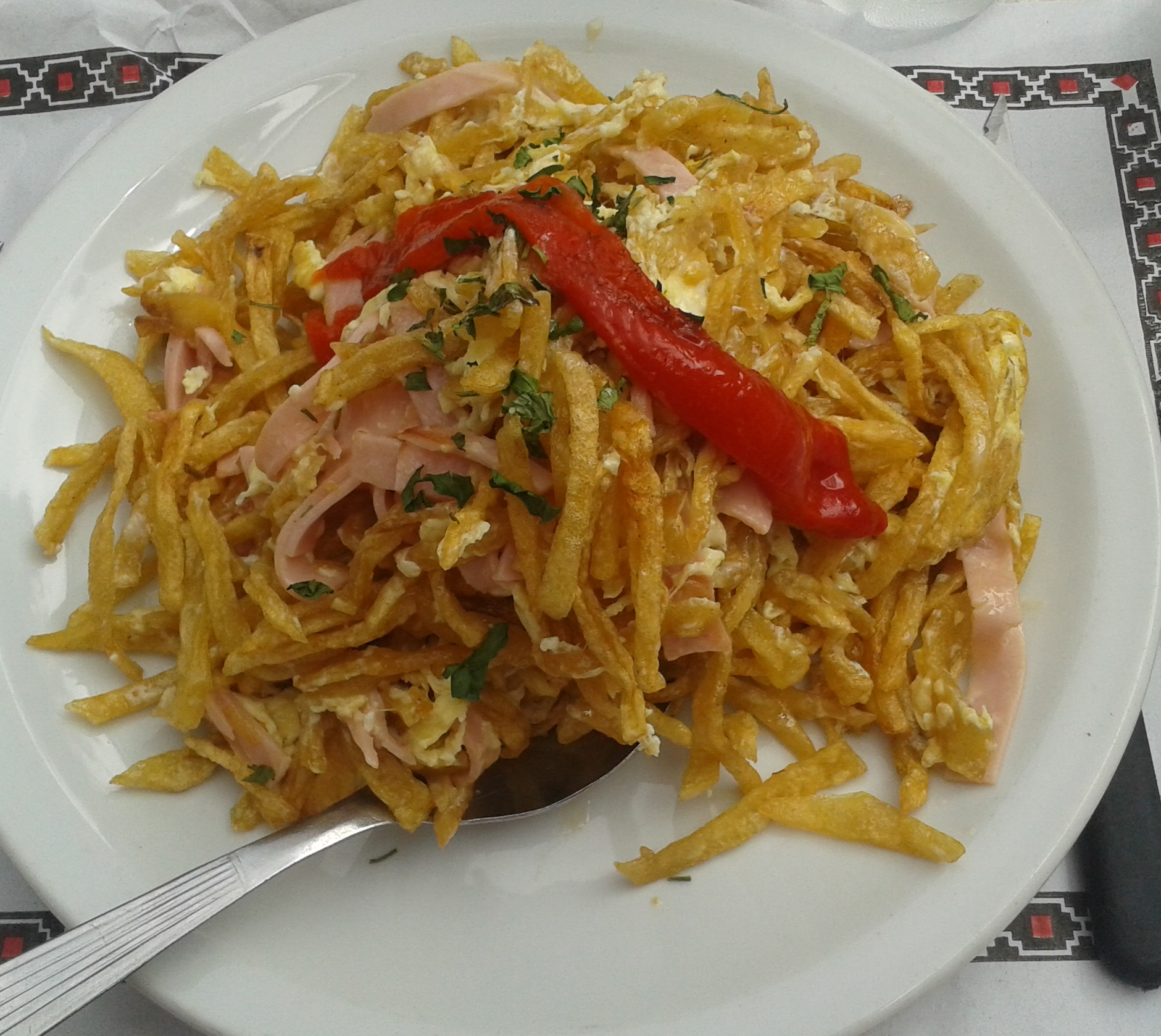
Revuelto Gramajo.

Hasta mediados de los 1970, se mantenía en gran parte del país la costumbre de celebrar grandes almuerzos los fines de semana, especialmente los domingos y casi siempre en la casa de los padres en donde se reunían hijas, hijos, nietos y amigos. Esto quedó reflejado en una serie de televisión llamada Los Campanelli, y aunque las situaciones eran básicamente humorísticas, reproducía muy fielmente algunos de los comportamientos y las estrategias parentales argentinas: el patriarca y la matriarca no sólo hacían de mediadores o aportaban para la comida principal del rito de mancomunión semanal que se realizaba en el domingo, sino que mantenían el orden parental. Esta dramatización del típico almuerzo dominguero de las familias extensas argentinas era para la sociología una evidente representación demostrativa que intentaba morigerar el conflicto e incluso el clima rupturista entre las generaciones argentinas, conflicto que iniciaba a demostrar la crisis (socioeconómica) desde fines de los 1960, años en que la institución de las familia extensa y la solidaridad parental argentina entraron en crisis, en gran medida por las crisis económicas.[cita requerida]
En las áreas rurales de la Pampa Húmeda (zonas que desde la segunda mitad de siglo XIX ha sido común el minifundio y midifundio de chacareros con orígenes piamonteses, lombardos, friulanos y vénetos) son comunes las preparaciones de salames (como los "salames quinteros" de Mercedes, Caroya, Tandil, entre otras ciudades), bondiolas, codeguines, salamines, sopressatas, longanizas, chorizos parrilleros (que son los exclusivos para el choripán), chorizos secos como los de Ibarra, y durante los inviernos, el consumo de la bagna cauda.
El postre Balcarce es oriundo de la localidad de Balcarce y los pellizcos, de la ciudad portuaria de Quequén, en el municipio de Necochea. La "torta Richmond" fue creada en la porteña Confitería Richmond y tiene como base un bizcochuelo de chocolate y un mousse con relleno de frutillas y una cobertura de crema chantillí. También es un postre típicamente argentino la leche nevada.
En la ciudad cordobesa de Río Segundo, a inicios de siglo XX, inmigrantes procedentes de Grecia (familia Georgalos) comenzaron la elaboración de un postre basado en manteca de maní transformado en barras marmoleadas y esponjosas por el batido y con una consistencia semejante a la de los turrones blandos: el mantecol, que actualmente también se produce fuera de la provincia de Córdoba; en cambio el Nucrem se realiza en Córdoba. En esta misma provincia, con sede central en la ciudad de Arroyito, se ubican fábricas de galletitas y, especialmente, de caramelos, bombones de chocolate (como los llamados bon o bon) y otras golosinas y confituras que se exportan al resto del mundo.
La preparación de jamones es directamente heredera tanto de los jabugos españoles, como de los Jamón de Parma de Italia. Los jamones argentinos más afamados suelen ser los jamones serranos procedentes de las Sierras de Córdoba y su entorno.
Un postre de invención argentina —pese al nombre— es el imperial ruso preparado inicialmente en la porteña Confitería del Molino. Por otra parte la ensalada rusa es una preparación de tipo "guarnición" o incluso "entrada" muy frecuente para los días cálidos, aunque el origen de la ensalada rusa —como su nombre lo indica— sea de Rusia, llegó a Argentina a inicios del siglo XX con los inmigrantes españoles, quienes la llaman "ensaladilla rusa".

### Región Noroeste y Cuyo

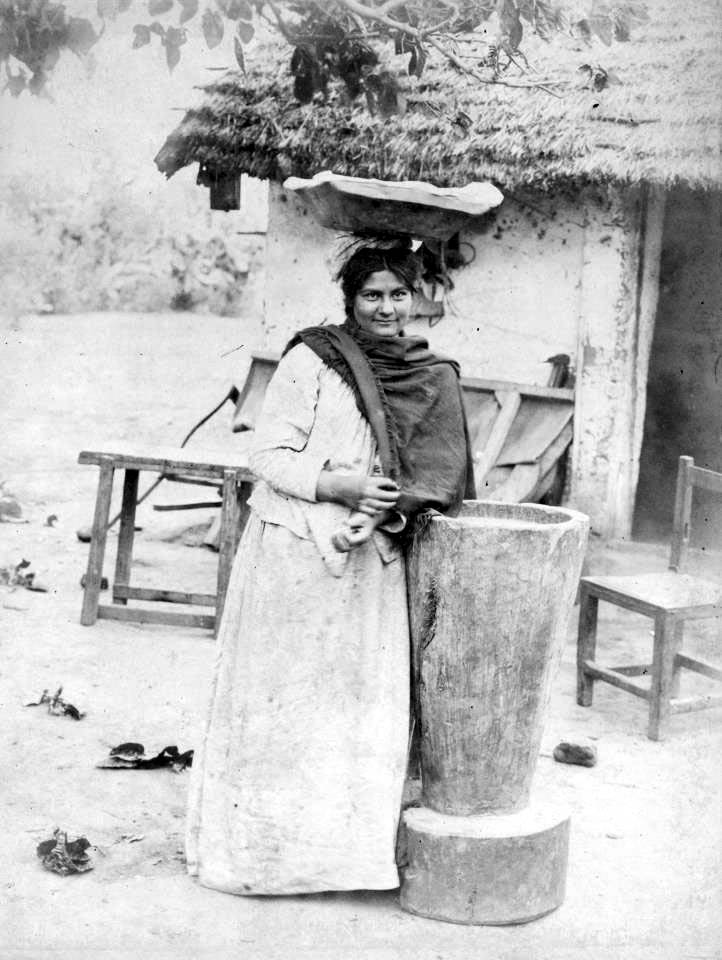
Vendedora de empanadas en Tucumán, 1890.

Incluye a las provincias de Jujuy, Salta, Catamarca, Tucumán, Santiago del Estero, La Rioja, San Juan, Mendoza y San Luis.
Se trata del área que más influjos indígenas andinos presenta, y eso se refleja en la producción tradicional de maíz, papa, ajíes y pimentones e incluso la existencia del "taco" o algarrobo criollo. Las provincias cuyanas de Mendoza, San Juan y San Luis también han recibido desde fines del siglo XIX los influjos de la gran inmigración transatlántica por lo que presentan más similitudes con la gastronomía de la región central.
Por motivos históricos y por algunas de las producciones principales (por ejemplo viñedos), se reúnen la región Cuyo con el Noroeste argentino, aunque con diferencias entre estos. Desde fines del siglo XIX, Cuyo recibió una gran inmigración de origen italiano, español y francés, razón por la que mantiene una gastronomía más cercana a la región central o pampeana. Por su parte, el Noroeste mantiene más influjos andinos y pudiera ser más influjos libaneses y sirios.
El NOA es la región argentina en la cual, merced a la temprana sedentarización y constitución de poblaciones agroalfareras, se han producido los primeros guisos, desde hace aproximadamente 3000 años.
Si bien existe, como en casi todo el resto del país, una importante presencia de ganadería vacuna, toman relevancia otros animales: por un lado los autóctonos (auquénidos, y en especial la llama), por el otro los alóctonos aclimatados hace casi medio milenio, tales como los caprinos, ovinos y porcinos. Los camélidos en esta región han sido relegados casi exclusivamente a las áridas zonas de Puna y Desierto Altoandino. Con todos estos animales, además de embutidos, guisos (como la tistincha), pucheros, empanadas y asados se prepara charqui y charquicán, así como se consume choclo con queso (choclo hervido con fetas de queso tipo Tafí o Mar del Plata). En Salta y Jujuy (sobre todo en la zona andina) las empanadas y las carnes suelen consumirse acompañadas por una salsa picante tradicional de la zona llamada llajua. En la misma zona, se consumen platos propios de la región alto-andina, compartidos con Bolivia y Perú, como el picante de pollo, y la sopa de maní.

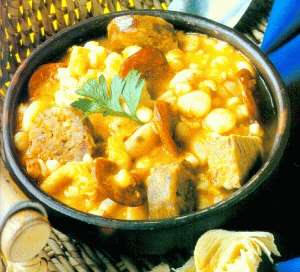
Una porción de locro, considerado el plato nacional.

Además de la papa y el maíz, se cultivan muchas variedades de vegetales alimenticios autóctonos: en las zonas menos húmedas prosperan la papa, la quinua y el amaranto; en las zonas más húmedas abundan los porotos, tomates, zapallos, ajíes,  la palta y el cayote, entre otras variedades. También destacan las especies alóctonas como la vid (especialmente Malbec), olivos (se destaca una variedad de aceituna típica de la Argentina, variedad conocida como "Arauco"), nueces, duraznos, peras, cebollas, cuaresmillos, arándanos azules, ajos, damascos, ciruelas, higos, membrillos, kiwis.
En las zonas más húmedas es grande la producción de caña de azúcar, porotos, papas, mangos, bananas, cítricos (en especial el pomelo y la mandarina) y paltas; en las zonas más frescas correspondientes al Cuyo prosperan los manzanos y la vid.
Otro plato típico de la región (si bien difundido a todo el país) es el locro (guiso preparado principalmente con granos de maíz y porotos), considerado casi como el plato nacional argentino. Existen diversas variedades de locro (por ejemplo el huascha locro o locro pobre), siendo el mote una especie de locro y una preparación semejante el frangollo.

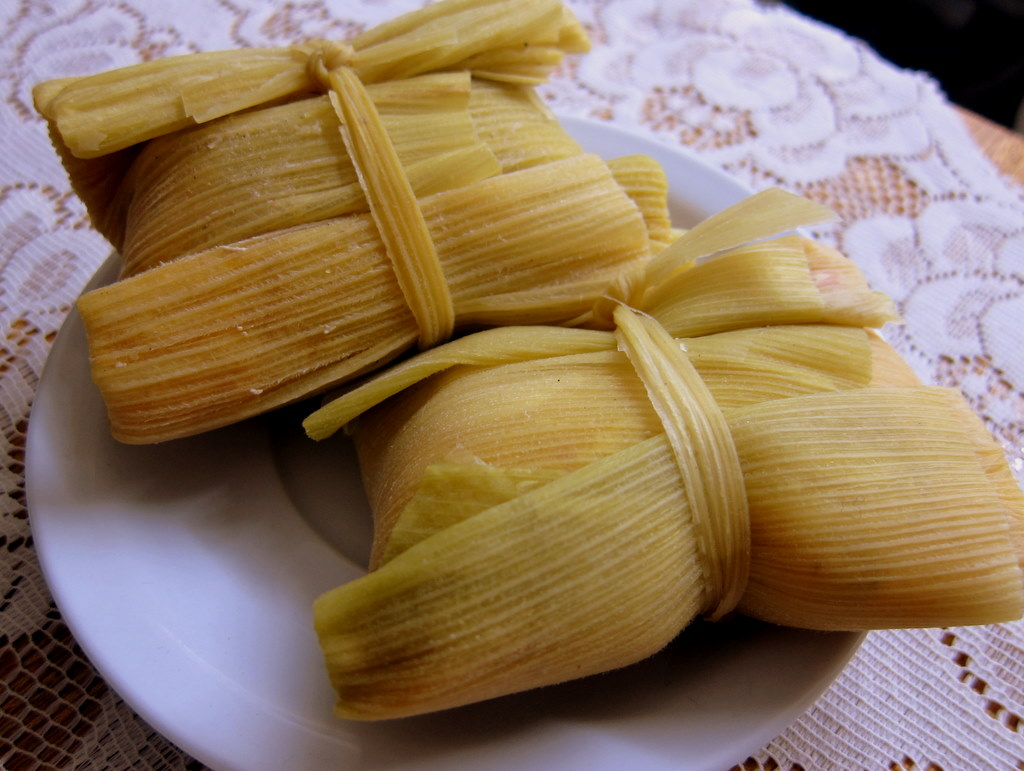
Típicas humitas de la región noroeste.

Por otra parte, en esta zona es frecuente la preparación de tamales y humitas en chala. Otras especialidades culinarias son los alfeñiques, orejones, la chancaca, la patasca, el pastel de choclo, el charqui, el charquicán, el tomaticán o tomatada -típico de Cuyo, plato existente desde antes de 1810 confeccionado con tomates y huevos. De la provincia de Mendoza son típicos las patitas aliñadas, carne a la olla, tableta mendocina, el puchero mendocino, la carbonada mendocina, el caldo catamarqueño (muy similar a una carbonada aunque chirle al estar servido con su caldo), las tortitas mendocinas (que no deben confundirse con las tortitas fritas), la cazuela de gallina y vegetales al disco, humita en chala, las tortitas raspadas, los arropes, el chuño, la carbonada cuyana, la chanfaina y la chuchoca (muy similar al locro aunque preparado con maíz tostado y carne de cabrito, conocido en el centro del país como alcuco). Otros platos típicos de la región son el guiso de panza, calabazas rellenas, el pirco, entripado vallisto, el frito colorado, la cabraleta (queso de cabra grillada con hierbas), la arvejada y la calapurca típicas del norte de Salta y de Jujuy. El locro riojano se caracteriza por poseer una mezcla de granos de maíz con porotos intensamente saborizados con el picante ají cumbarí (popularmente conocido como "putaparió" o, eufemísticamente "ají de la mala palabra"); el sancocho y el pastel de papa, este último extendido hacia otras zonas del país.
En las áreas rurales se prepara el patay, especie de bizcocho elaborado con harina de algarrobo criollo y el chipaco, que es como un pan con chicharrones, el cual es llamada "zemita" en partes de Cuyo. Las preparaciones panaderiles típicas de esta región son una especie de pan casero llamado tortilla y las tortillas al rescoldo. Entre los postres figuran el anchi, la capia, los huevos quimbos, los buñuelos con miel de caña, el postre llamado jesuitas y el turrón salteño. En el Cuyo se consumen las denominadas zemitas, también llamadas "chipaco" y "chipaca" en partes del Centro y Noroeste argentino. Tucumán se destaca por los quesos de Tafí. En Jujuy se elaboran también renombrados quesillos como los de San Antonio, cuyo consumo es apreciado con la "miel de caña de azúcar" en casi todo el Noroeste.

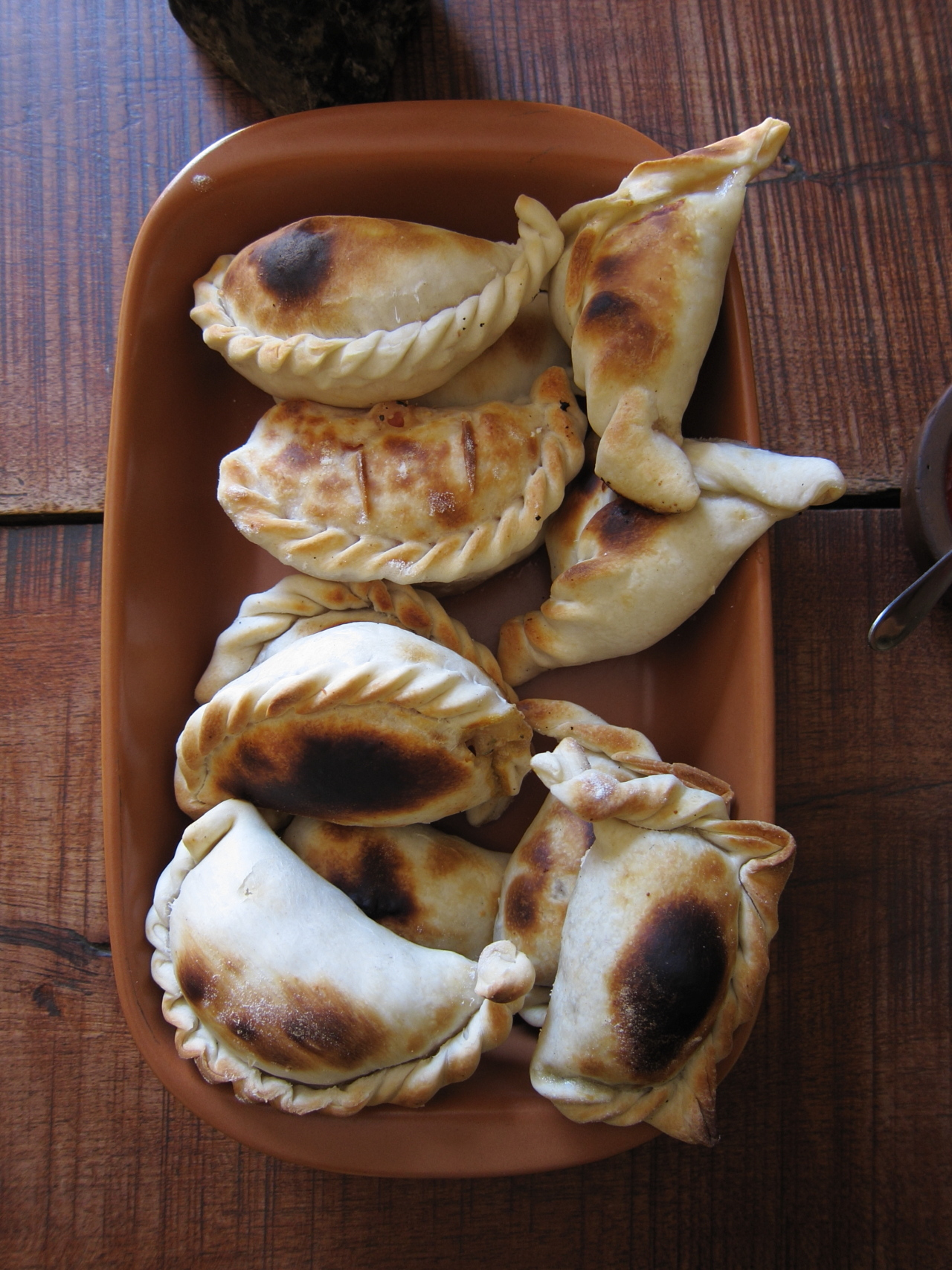
Empanadas salteñas.

Mientras que casi todas las provincias de la región (a excepción de Tucumán y Santiago del Estero) producen vinos que en muchos casos han obtenido renombre mundial, corresponde mencionar al menos uno que es exclusivamente argentino: el torrontés, vino blanco fragante y de sabores muy afrutados que se elabora en los Valles Calchaquíes, siendo Cafayate el centro productivo más famoso. También, el vino tinto mendocino (variedad Malbec) es considerado el mejor del mundo, entre todos los de esta variedad de vino tinto. En el norte de la región, se preparan aguardientes de uva o destilados del vino, como el llamado singani o semejantes al pisco. Argentina es un gran productor de vinos, ocupando en el 2005 el cuarto lugar del mundo tras Francia, Italia y España.
Con la vaina del algarrobo se elaboran alimentos y bebidas artesanales: el patay (una especie de pan), el bolanchao (postre), una bebida refrescante (la añapa) y una especie de cerveza llamada aloja.
También se produce una gran variedad de dulces, algunos de ellos de consumo masivo en todo el país: dulce de batata y dulce de membrillo; con estos y queso fresco se preparan los postres llamados fresco y batata y postre vigilante, muy comunes en casi cualquier parte de Argentina. Más restringidos al Noroeste son los arropes de chañar y de tuna, o los dulces de melaza y cayote. Entre las golosinas destacan los alfeñiques y la chancaca.
Un postre simple típico del Noroeste argentino es el quesillo de cabra con miel de caña o con dulce de cayote, mientras que uno de los postres típicos de Cuyo -muy frecuente hasta la primera mitad del siglo XX, en la segunda mitad muy olvidado y con resurgir desde inicios del presente siglo- es la ambrosía. En el norte del Noroeste existe un postre semejante basado en harina desecada de diversos cereales llamado chuño. Un postre que desde esta zona se difundió por toda la Argentina es la mazamorra, siendo apreciada la variante de mazamorra con leche, bastante consumida durante la época colonial y hasta principios del siglo XX en toda Argentina, mientras que en la actualidad su consumo ha disminuido solo en la región pampeana (donde vive la mayoría de la población argentina). A pesar de esto, la mazamorra sigue siendo muy consumida en Cuyo, el Litoral y mayormente en el Noroeste argentino.
La región cuyana es afamada por las preparaciones artesanales de frutas desecadas como los orejones de damasco, manzana, membrillo, durazno, las pasas de uvas, ciruelas disecadas, etc. Con los duraznos (y también damascos -o albaricoques-) macerados en almíbar se preparan conservas, llamados "pelones". Otro dulce apreciado en el Noroeste argentino y la parte norte de Cuyo, es el arrope (el de chañar, tuna, higo, e incluso de uva), aunque los más apreciados son los de chañar y el de tuna.

### Región Noreste

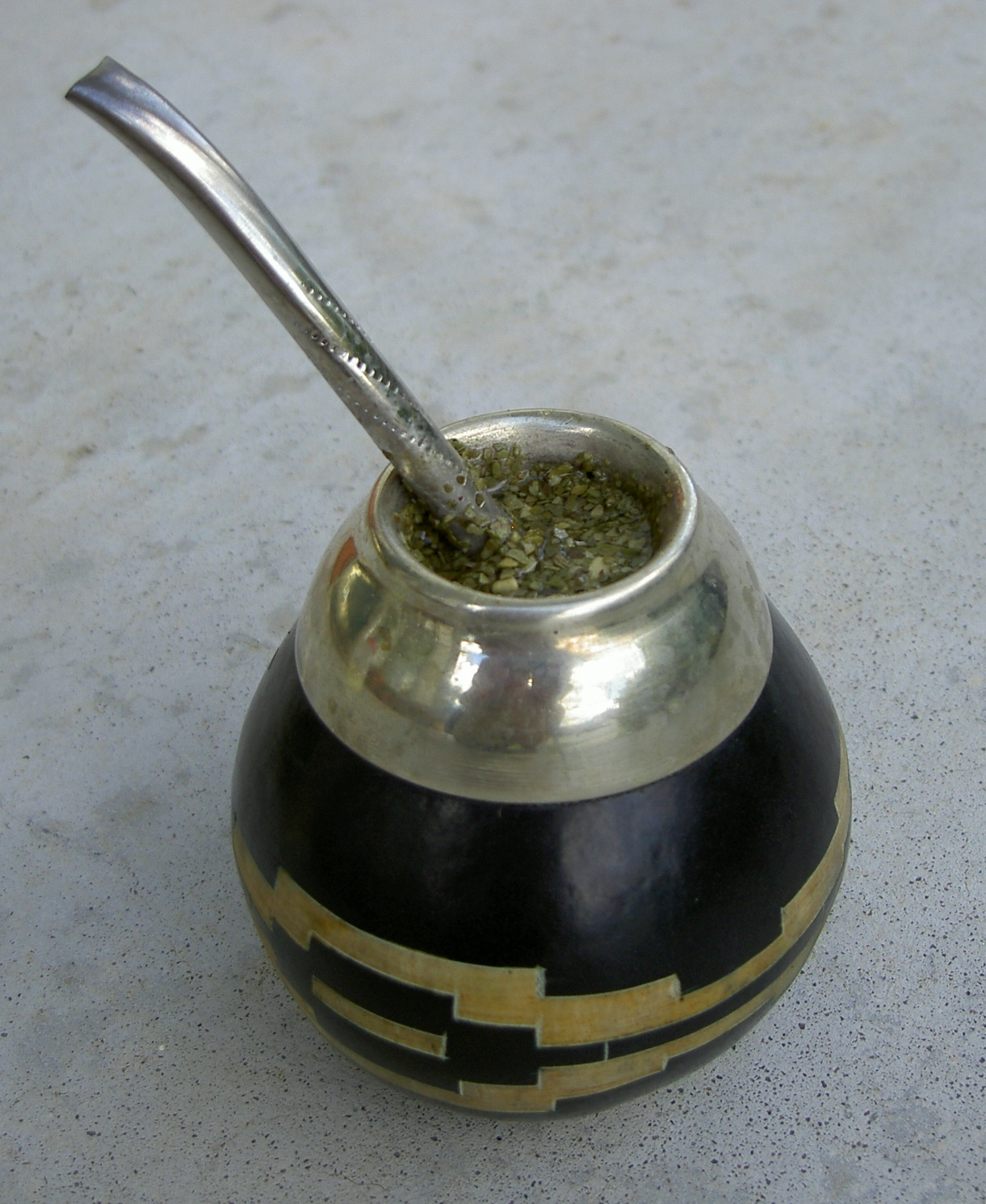
El mate es la infusión nacional, preparada con las hojas de la yerba mate, cultivada en las provincias de la mesopotamia argentina.

Abarca las provincias de Chaco, Corrientes, Misiones y Formosa.
Los primeros antecedentes del sincretismo cario-español tuvieron lugar en la época de la fundación de Asunción y alrededores, donde posteriormente se fundaron las reducciones franciscanas de Tobatí, Atyrá, Altos, Areguá, Ypané, Guarambaré, Itá, Yaguarón, etc. Más tarde, a mediados de los 1600 llegaron los jesuitas, quienes dejaron la huella española-guaraní más profunda en toda la región debido a su forma de colonizar y evangelizar mediante las Misiones jesuíticas guaraníes, que se localizaban en lo que hoy es el nordeste argentino, el este de Paraguay y el oeste de Río Grande del Sur (Brasil). Este territorio fue llamada «Provincia Jesuítica del Paraguay o Provincia Paraguaria», la cual entonces dependía del Virreinato del Perú y abarcaba regiones de los actuales Argentina, Uruguay, Paraguay y partes de Bolivia, Brasil y Chile (entre 1604 y 1617). Desde 1617, la Provincia Paraguaria fue desmembrada a la Gobernación del Río de la Plata y la Gobernación del Paraguay, quedando así bajo la jurisdicción de esta última. Posteriormente esta región pasó a pertenecer al efímero Virreinato del Río de la Plata (1776-1810). La cultura desarrollada en el Gran Paraguay fue muy fuerte, ya que los guaraníes fueron usados por los conquistadores y los evangelizadores como intermediarios con otros pueblos amerindios. Por estos motivos, la cultura paraguaya que caracteriza a Asunción se conservó fuerte en esta zona, y a su vez se extendió hacia zonas donde más tarde se introdujo el ganado vacuno, con la fundación de Corrientes en 1588, la ciudad más antigua del NEA.
En las bitácoras (de viajeros como el alemán Ulrico Schmidl) y en los registros históricos de la época virreinal aparece en varios párrafos que los carios guaraníes (tribu que habitaba la zona de Asunción) preparaban tortas y panes a base de mandioca, maíz y choclo dulce mezclados con grasa animal, conocidos como "mbuyapé" ("pan" en guaraní). La cocina base de los carios consistía en la caza, la pesca, sus cultivos de granos, sus técnicas y métodos de cocción así como los utensilios que elaboraban. La alimentación cario-guaraní fue complementada con alimentos criollos que aportaron consigo los españoles desde el Viejo Continente. Esto se debió a la introducción del ganado vacuno en 1556 en Asunción, y a partir de estos se obtenían «nuevos» alimentos tales como: carne de res y oveja, leche, huevos, quesos, etc. De esta manera, las comidas con ingredientes de la base gastronómica cario-guaraní (maíz, mandioca, zapallo, batata, etc.) se entremezclaron con ingredientes traídos por los españoles (carne, leche, quesos, huevos, etc.). Dicha unión dio lugar a comidas que se han consumido desde esa época virreinal hasta la actualidad. Fue en este contexto donde se originó la receta de los platos típicos que tienen como ingredientes base la mandioca, maíz, queso, leche y carne vacuna.

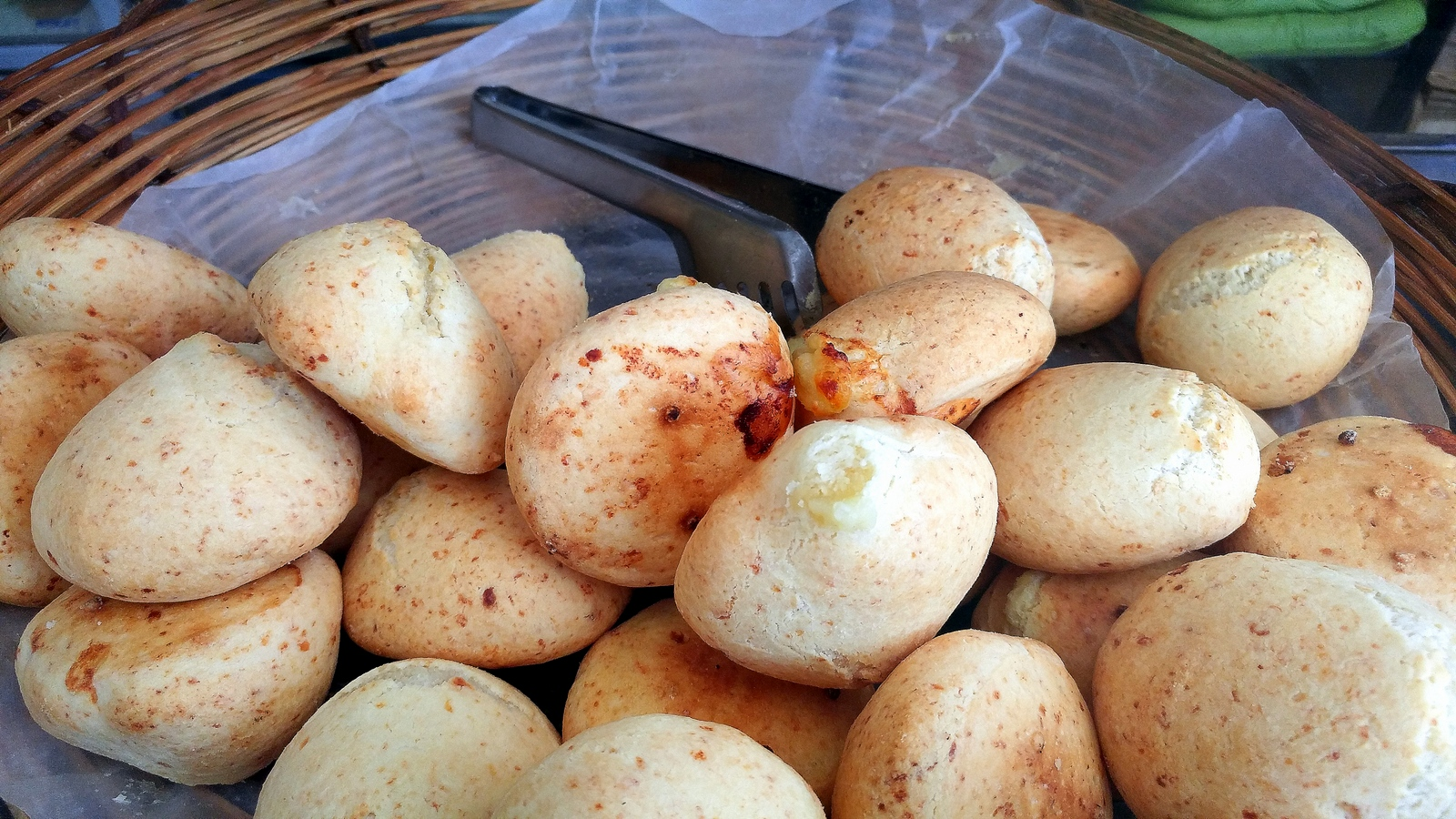
La chipa o el chipá, pan de almidón de mandioca y queso del noreste argentino y del país vecino Paraguay.

Siete producciones alimentarias son características de esta región: la mandioca, el maíz, los porotos, la batata, el zapallo, los pescados de aguas dulces y el mate.
La mandioca hace que muchos platos del noreste argentino sean muy semejantes a los paraguayos. El chipá almidón o quesú (el más común y consumido), es como un pancito preparado a base de almidón de mandioca y queso semiduro, que las migraciones internas están difundiendo en otros países. Otro variedades son el chipá mbocá, el chipá avatí, el chipá so'o y el chipá chuerito. El almidón o fécula de mandioca es también la base del mbeyú, una especie de tortilla de almidón. De la región chaqueña es típica la tortilla parrilla o torta asada la cual se parece a una enorme torta frita ya que se basa en una masa de harina, agua y grasa cocinada sobre una parrilla o directamente sobre las brasas. Una variante compleja de tortas fritas de mandioca es el lampreado o payaguá mascada. No se debe confundir este lampreado norestino con las preparaciones de carnes rebosadas en harina y huevo y luego fritas llamadas «lampreados» en el noroeste y centro de la Argentina ya que en tales casos los lampreados son en realidad bifes sin hueso (cortes de carne sin hueso y finos, similar al churrasco pero bastante más finos) en los que a veces las carnes han sido previamente ablandadas con ligeros golpes de un pequeño martillo y marinadas con vinagre, perejil, ajo, etc.
En esta zona, existe una variedad de empanadas que suelen tener sus «tapas» realizadas muchas veces con almidón de mandioca en lugar de harina de trigo, conocidas como «empanada de mandioca» o «pastel mandi'o». Gracias a la alta disponibilidad de arroz, en lugares como Entre Ríos es popular la empanada de arroz. Un plato simple es el «reviro», también es típico de la zona el kivevé, la chatasca (una especie de guisado a base de charqui y verduras que sería la variedad regional de la patasca del NOA), el mbutacá y el mbaipy (pronunciado mbaipú, de forma gutural, parecida a la «y» polaca), que consiste en una mezcla de harina de maíz (harina de maíz con almidón, no la polenta la cual está desalmidonada) disuelta en agua con algunas verduras y pollo o carne molida (este plato es de procedencia guaraní y está emparentado con la humita en olla del Noroeste). Otro plato difundido es la llamada «sopa paraguaya» que pese a su nombre es como un "bizcochuelo salado" a base de harina de maíz almidonada, queso y cebolla; que además de la versión simple, cuenta con variantes rellenas de pollo o carne vacuna. También en toda está zona se consume mucho el chipa guazú o pastel de choclo, cuya preparación es similar a la sopa paraguaya, pero en vez de harina de maíz se utiliza choclo fresco rallado. Otro plato típico es el vorí vorí que es un caldo con bolitas de harina de maíz.
En todo el noreste argentino se consume mucho la mandioca frita, y también se consume considerablemente la raspadura. Otro plato común y típico es el chicharrón trenzado. Con mandioca también se elabora la fariña, que es el resultado de rallar la mandioca y extraerle todo el almidón o fécula (con lo que se cocinan ciertas comidas). Con la harina de mandioca (desalmidonada) o fariña (que significa «harina» en portugués) se prepara el pirón que es como una crema u puré a base de fariña, cebolla, ají y caldo con gordura de puchero. Con esta misma preparación se prepara la "tortilla de fariña de mandioca" o "tortillas de pirón", colocando esta preparación en un sartén donde se procede a cocinar. Por otra parte, el guiso tropero se basa en las raíces de la mandioca. A su vez, en toda la región son comunes el guiso carrero y el guiso de arroz.
La abundancia de ríos, arroyos, lagunas, «esteros» hace que abunden los pescados, algunos de ellos de carnes excelentes: pacú, dorado, surubí (por ejemplo es típico el surubí cocinado con salsa de tomates y ajíes, llamado también «chupín de surubí»), pirá pytá, manguruyú, patí, boga, armado, corvina de río, pejerrey, etc. Suelen comerse asados, especialmente «carancheados» (cocinados in situ y consumidos sin mayor elaboración), a veces condimentados con jugo de limón, o con aceite y vinagre, con chimichurri e incluso con aceto balsámico (estos aliños pueden ir solos o mezclados). También pueden formar parte de guisos (principalmente con arroz), rellenos de empanadas, y del chupín de pescado (generalmente pescados de río, como: el surubí, el dorado, la boga, el pacú, bagre blanco, bagre negro, manguruyú, entre otros). Con los peces llamados «rayas» o «chuchos» (Potamotrygonidae del orden Myliobatiformes ), que llegan a alcanzar enormes dimensiones en el río Paraná y sus afluentes, se suelen preparar milanesas criollas.
La carne de carpincho (o capibara) y de yacaré ha sido importante en la alimentación de los pueblos originarios. Con la cola de yacaré que provee tiernos filetes (o «lomitos») se suelen preparar milanesas. El carpincho es el mayor de los roedores del planeta y suele pasar gran parte de su vida en el agua, su carne se considera muy sabrosa. Una forma tradicional de cocinar el carpincho (forma que se usa ocasionalmente para reses vacunas y otras) consiste en eviscerar el animal e introducirle piedras calentadas al rojo en su interior. Por otra parte los asados de vacunos suelen ser hechos actualmente a partir de razas hibridadas con cebú como la brahmā y el brangus. Un asado típico del noreste es el churrasco al espadín.
La zona más seca y occidental de la región chaqueña tiene como postre típico al dulce del cacto ucle con quesillo o queso. Otra preparación culinaria típica de esta región, que puede parecer muy rara, es la cabeza guateada. El queso de Goya es un queso de pasta dura muy apreciado. La provincia de Entre Ríos se destaca por sus licores de naranja mientras que la de Corrientes se caracteriza por el elixir de caraguatá. A su vez, en el norte de la región del Litoral argentino es tradicional tomar caña con ruda cada 1 de agosto.
El noreste es una región abundante en frutas, principalmente los cítricos, bananas, sandías, paltas, mamones, ananás, guayabas, aguaís, quinotos, granadas, mangos, mburucuyá, etc. Estas permiten la preparación de postres, dulces y jugos. Entre los frutos locales se destacan la pitanga, la butiá (muchas veces confundida con la yatay), la palma pindó, el ananá, el aguaí, la guayaba, el mburucuyá (llamado en otras regiones «maracuyá»). A estas frutas se añaden las «nueces» de curí o cury («Araucaria misionera») en las Sierras de Misiones, la estevia o «yerba dulce» (un endulzante natural para quienes no pueden consumir azúcares comunes), el yatey o yateí (especie de abeja melífera autóctona; la Argentina es uno de los principales productores mundiales de miel). De las palmeras autóctonas se utilizan sus frutos (por ejemplo el pindó) y también su «cogollo» o «médula» llamada palmito. El palmito se extrae principalmente de una palmera de bajo porte conocida precisamente como palmito o palmera palmitera. Durante la segunda mitad de siglo XX se ha difundido en gran parte de la Argentina el consumo de «palmitos», preparados de un modo simple aunque muy sabroso, por ejemplo los palmitos con salsa golf. En la provincia de Misiones existe una moderada producción y consumo de yacaratiá, considerado como el único árbol del mundo cuya madera es comestible; también es muy común el consumo de golosinas como la raspadura, muy semejante a la chancaca tucumana.
Las provincias de Corrientes y Misiones son las principales productoras de «yerba mate» (en guaraní: «ka'á»), proveen a todo el país e incluso a estados vecinos. El Noreste Argentino es el área central del consumo de tereré, infusión que consta de: yerba mate, agua con mucho hielo y yuyos o «remedios» tales como: cola de caballo, cocú, burrito, menta'i o peperina, cedrón, menta, etc. También es común tomarlo con jugos de cítricos o incluso con caña quemada en vez de con agua. En gran parte de esta región el mate se ceba con montañita de yerba seca, y lo toma amargo la mayoría de la gente. Se suele cebar en recipientes grandes y de boca ancha llamados porongos. Además, es común en toda la región del Litoral argentino ver a la gente caminando por la calle a tomando mate con el termo bajo el brazo y el mate en la mano, rasgo cultural compartido con el sur de Brasil, Uruguay y Paraguay.

### Región Patagónica

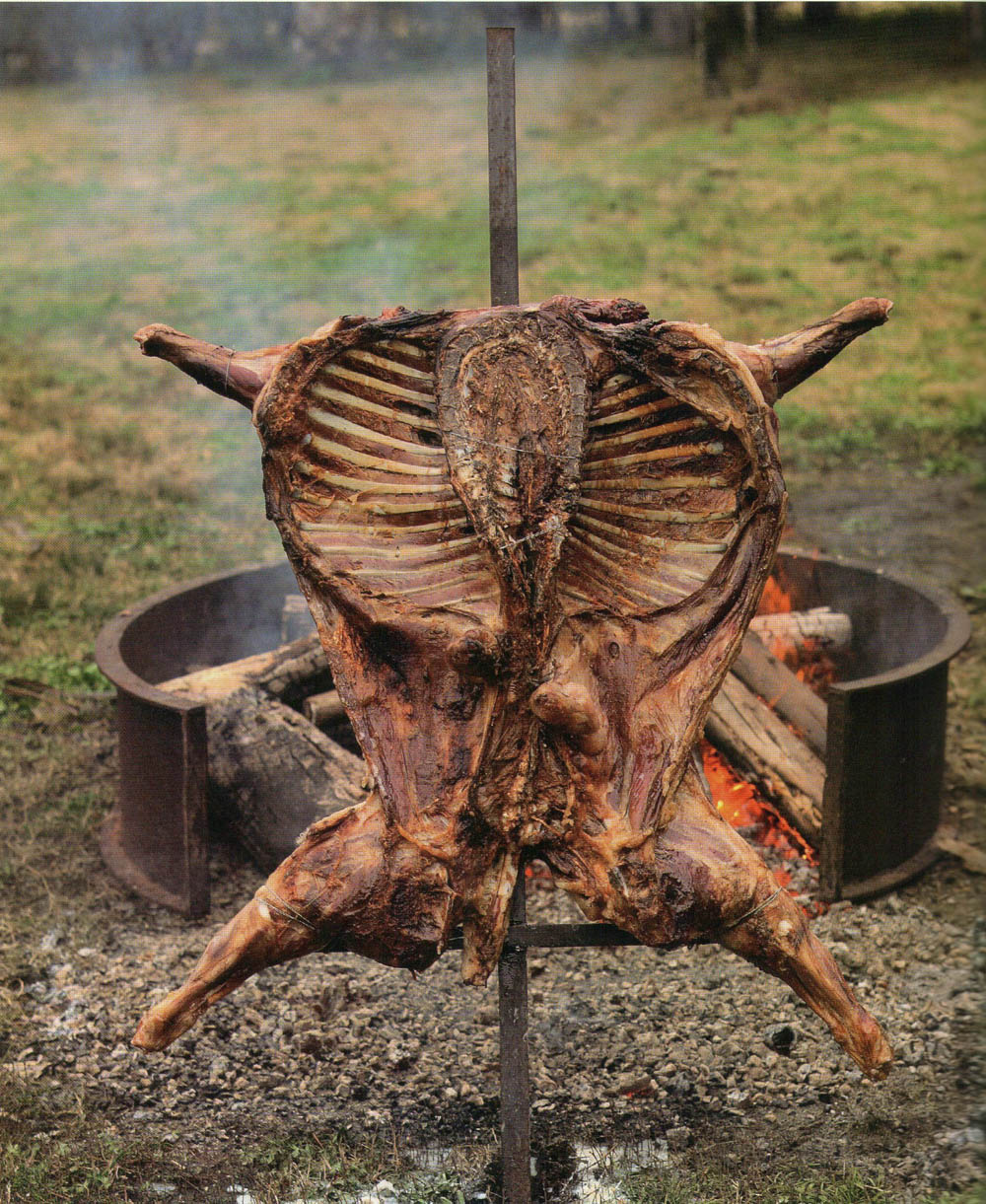
Tradicional cordero patagónico, preparado "al asador".

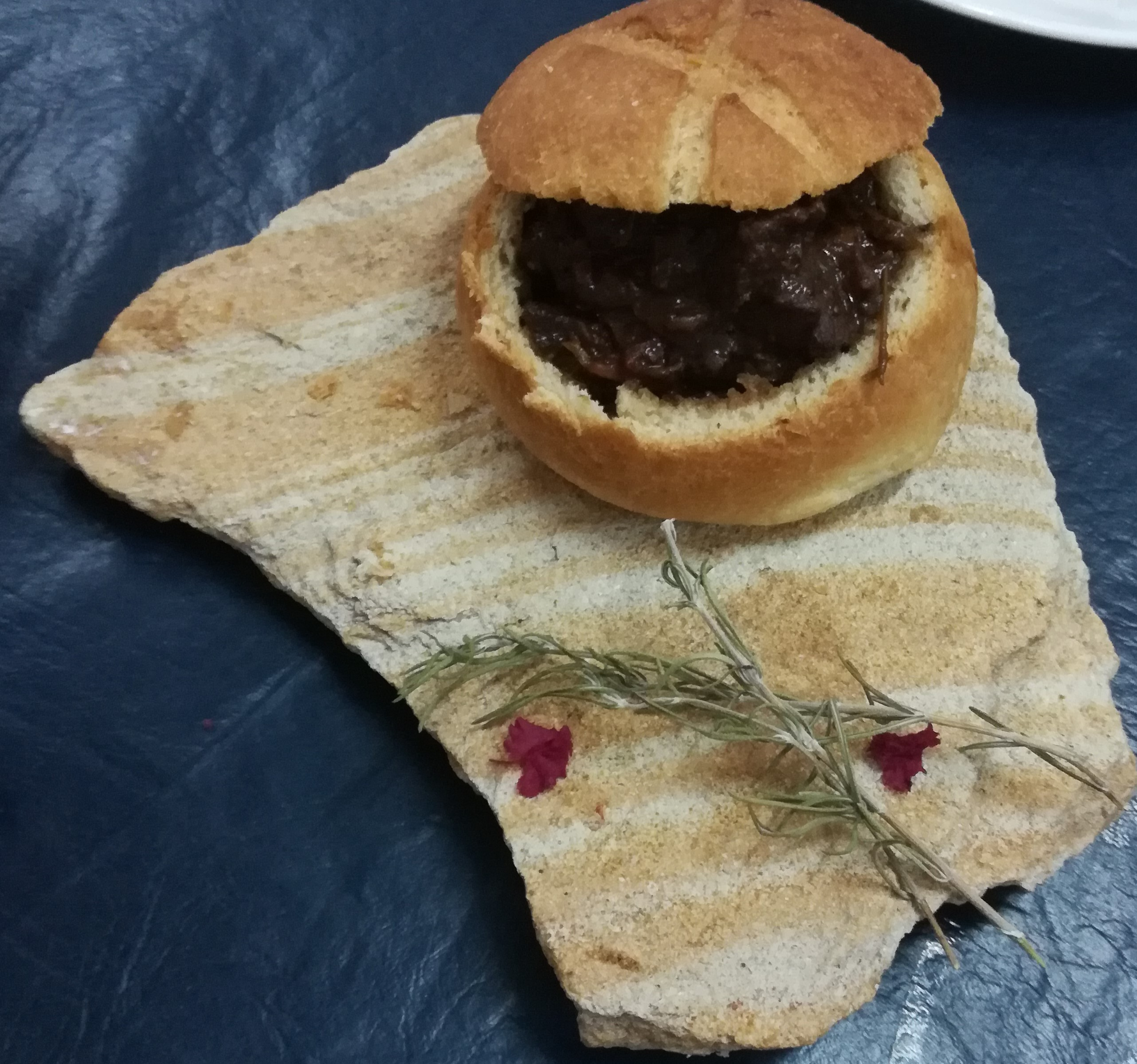
Cordero Braseado en Pan de campo

Incluye a las provincias de Neuquén, Río Negro, Chubut, Santa Cruz y Tierra del Fuego, Antártida e Islas del Atlántico Sur.
El asado, el dulce de leche, las empanadas (incluso en Malvinas) y el mate, también se consumen en esta región.
En esta región, además de los influjos italiano y español, se hacen notar los influjos de la Europa Noratlántica y la Europa Central, por ejemplo aquí también se consumen kuchen en la región andinopatagónica.
La inmigración galesa, desde la segunda mitad de los '60 del siglo XIX en Chubut, introdujo dos grandes aportes: la torta negra, y el queso llamado queso Chubut, luego difundido en la mayor parte de la Patagonia (especialmente en Neuquén), y en el sur y centro del interior de la Provincia de Buenos Aires.
La inmigración centroeuropea ha difundido la preparación de ciertos postres y dulces en gran medida basadas en frutas rojas y frutas agrias así como las calificadas de frutas finas (de cereza, manzana, frambuesa, arándano, rosa mosqueta, zarzaparrilla, casis, sauco, calafate, zarzamora, guinda, mora, grosella, quetri[cita requerida] etc., estas frutas se producen principalmente en el Alto Valle del Río Negro y en la zona de Los Antiguos) o las confituras y postres como los chocolates de Bariloche.
En ciertas zonas, como Colonia Suiza, se produce vino montañés basado en vinos de uva fermentados con frambuesa o con cereza y especias. En los bosques umbríos se consumen setas como el hongo de pehuén, el hongo de ñiré, el pancita de vaca o morilla.
Los pueblos prehispánicos han hecho sus peculiares aportes, por ejemplo, el ñaco,[cita requerida] las suertes de guisos como la pancutra, el curanto y el muday, la especie de chicha basada en los piñones de pehuén llamada chavid. También, los panes y tortas de harina de "nuez" (semilla) de pehuén (por ejemplo se preparan sopaipillas y tortitas fritas basadas en harina de piñón de pehuén), el condimento llamado merkén, los dulces de llao llao o de frutos y calafate. Por su parte, los inmigrantes chilenos de origen chilote el milcao.
Las costas oceánicas y los lagos de esta región proveen mariscos y crustáceos así como pescados para "patés", asados, cazuelas y guisos de centolla, centollón, calamar, pota, pulpo, abadejo, salmones, truchas, corvinas, jurel, congrio, ostras, mejillones (o "choritos"), cholgas, langostinos, berberechos, kril etc.
En la región andinopatagónica se producen cervezas artesanales, ya sean de tipo irlandés como de tipo centroeuropeo. En los valles de Río Negro y Neuquén (e incluso en el noroeste de Chubut) se producen vinos blancos finos del tipo Riesling, siendo estos los viñedos más australes del planeta.
Al asado vacuno se suman los porcinos, caprinos y especialmente los de cordero patagónico (por ejemplo el asado de corderito patagónico), los chiporros y los de carne de guanaco, choique (ñandú petizo patagónico) y ciervo muchas veces asados en chulengos (especie de parrillada-horno hecha con un barril de 200 L., que a veces posee una simple chimenea, montado sobre un caballete para soportar el enfriamiento del fogón ante los constantes vientos). Como platos refinados se consumen salmónidos (por ejemplo salmones ahumados que se pueden expender como fetas -lonchas finas- de fiambres), truchas ahumadas en forma de fiambre, fuets, salames ahumados y fiambres ahumados de jabalí o de ciervo, también patés de estos mismos animales.

## Por industria

### Producción vitivinícola

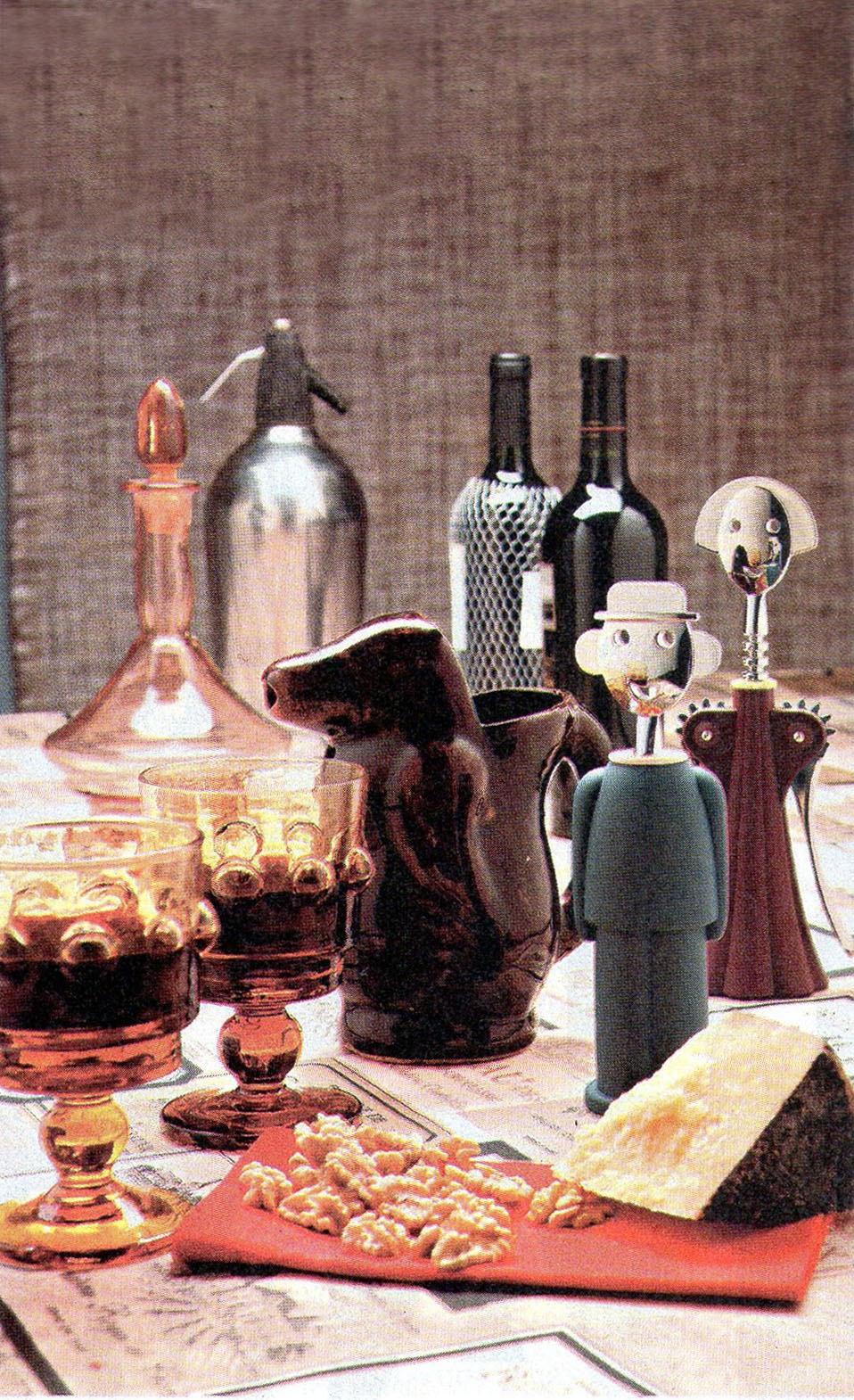
Vino tinto servido junto a la tradicional "jarra pingüino".

La preferencia general de la mayoría de los argentinos son los "vinos de tipo francés", incluidos los espumantes tipo "champán". Este gusto deriva de los estratos socioeconómicos de mayor poder adquisitivo y como consecuencia los vinos nativos e inclusos los vinos de linajes italianos y españoles ocupan puestos secundarios en el gusto masivo argentino (al menos el del siglo XX).
De los vinos de tipo italiano que se producen en la Argentina se destacan los que imitan al Chianti, mientras que los de tipo español los más conocidos son los llamados "carlón". No obstante, en los últimos años del siglo XX han logrado una buena difusión cepajes típicamente españoles (tempranillo) o italianos (bonarda) que muchas bodegas comercializan en forma de varietales (una cepa predominante) o con uvas de diversas procedencias (vinos de corte).
En ciertas zonas y en ciertos grupos socioeconómicos argentinos existe una preferencia por los vinos endulzados artificialmente (abocados), gusto quizás derivado de los "vinos de misa" (principalmente el llamado "mistela"). Esto se entiende más si se recuerda que las primeras cepas de vid para vino fueron plantadas en la Argentina a inicios de siglo XVI precisamente para cumplir con la liturgia católica. Se pueden considerar tres grandes regiones productoras de vino en la Argentina: Cuyo, Noroeste y Patagonia. El Cuyo y el NOA poseen climas secos, mucho estrés hídrico, alta heliofania y cultivos en oasis de riego, siendo a inicios de siglo XXI la mayor productora de vinos (casi en su totalidad de tipo francés, excepto las elaboraciones del torrontés en Salta, La Rioja y Catamarca. De estas dos regiones proceden la mayoría de los vinos finos que se exportan. Por su parte, la Patagonia cuenta con producciones en el Valle del Río Negro, en zonas de riego de la provincia de Neuquén y en el noroeste de Chubut donde se encuentran los viñedos más australes del mundo.
La producción vitivinícola en la Región Centro es cualitativa y cuantitativamente inferior que la correspondiente al Noroeste y al Cuyo, sin embargo se han dado y dan interesantes producciones: en la época colonial fueron famosos los vinos elaborados por los jesuitas en Alta Gracia (en las Sierras de Córdoba), y desde fines de siglo XIX en Colonia Caroya (aunque ya no en el área serrana sino en la pedemontana de la pampa cordobesa). También se ha producido y producen vinos de humilde calidad en la región llamada "La Costa", es decir las zonas ribereñas del río Paraná y del Río de La Plata desde Santa Fe hasta las adyacencias de La Plata. Del otro lado del Río de La Plata, en Uruguay, se ha logrado la producción de un vino de más calidad, principalmente en Juanicó. En el este de la provincia de Entre Ríos se ha producido a partir de 2003 un resurgimiento de las producciones vitivinícolas de Concordia y Colón.
En los días de verano popularmente se bebe sangría nombre que por su color recibe una especie de cóctel frío de origen español, en su variedad argentina está compuesto con vino tinto, rodajas de limón, muchas veces endulzado con azúcar y mantenido frío con cubitos de hielo (por lo que el vino baja su tenor alcohólico al aguarse, máxime si se le añaden a cada vaso de "sangría" chorros de soda fría, o jugos de frutas).
El consumo de vino ha bajado sensiblemente en las últimas décadas del siglo XX y la primera del siglo actual de un máximum de 90 litros per cápita antes de 1980 a unos 26 litros per cápita/año en 2012.

### Producción láctea

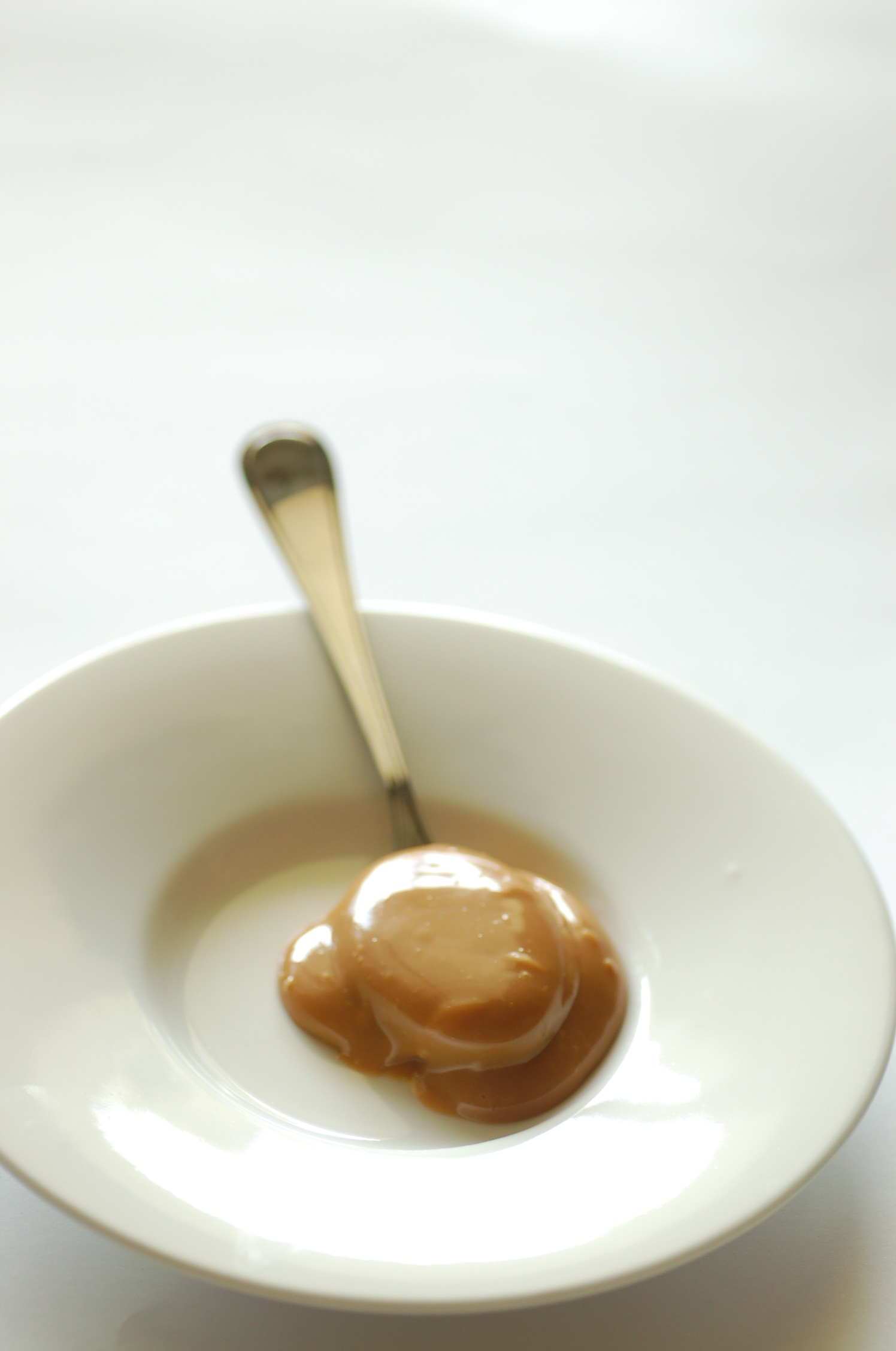
Una cuchara con dulce de leche, un favorito de los argentinos.

La producción láctea de la región pampeana es ingente (pese a que se vio perjudicada durante los 1990s y el primer lustro del siglo XXI por la llamada "sojización" del campo argentino).
La producción y consumo de leche es muy importante, consumiéndose alrededor de 240 litros por persona por año. De la existencia de grandes disponibilidades de leche se ha derivado un alto consumo de alimentos derivados como quesos (el país cuenta con 8 quesos propios) y dulce de leche, entre otros. Por otra parte corresponde recordar que el principal dulce argentino es el dulce de leche.
Es muy frecuente hacer beber la leche de vaca como sucedáneo de la leche materna en los infantes aunque esto está desaconsejado por la OMS ya que las leches de vacas, cabras, ovejas etc. carecen de la suficiente cantidad de hierro, tipo de defensas y nutrientes que requieren los neonatos e infantes humanos.
Es muy común desayunar una infusión basada en leche, ya sea de vaca, de cabra, de oveja, según se tenga más "a mano". Siempre se aconseja que la leche esté pasteurizada y tal leche puede beberse sola fría (casi siempre a la mañana) o tibia, con mate o en el típico café con leche o chocolate con leche. El consumo de chocolate con leche inicialmente fue preferido en los meses fríos ya que en tales meses se consume caliente y acompañado con churros o facturas, aunque desde los 1960 se ha hecho bastante común que los niños y niñas consuman preparaciones de polvo de chocolate (cocoa) mezcladas con leche fría en los días tibios o cálidos. Una forma de consumir chocolate con leche, más usual en los bares, es el llamado "submarino", que consta de un amplio vaso de vidrio dentro de un aislante posavaso de metal, en tal vaso de aproximadamente 1/4 litro de leche tibia se introduce una pequeña tableta de chocolate negro que se derrite y mezcla en la leche.

#### Quesos

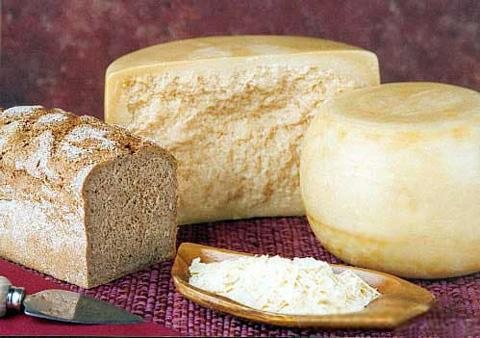
Queso reggianito, inventado por los inmigrantes italianos como reemplazo del parmigiano reggiano.

Aunque la gran producción láctea de la región todavía no se ve reflejada en la producción a una escala importante de quesos típicos, puede hacerse mención del queso Mar del Plata y del queso Colonia, este último fabricado inicialmente en Colonia Suiza y Nueva Helvecia (Uruguay), aunque su elaboración se ha difundido en zonas de Buenos Aires y Santa Fe. En Entre Ríos destacan diferentes variedades de quesos artesanales principalmente los de Colón y Crespo, así como los quesos de Goya de origen correntino y los quesos de Tafí del Valle tucumanos. A estos quesos se añaden los quesillos (casi siempre de cabra y oveja) así como la ricota. La ricota, cuajada dulce de leche, es consumida frecuentemente como relleno de pastas (ravioles, canelones, lasañas, tarteletis etc.), postres (torta de ricota, redonditos de ricota etc.). Con el semiblando queso fresco y quartirolo o cuartirolo es que se preparan, al reunir las porciones de cada ingrediente, los postres vigilantes ya sean de queso fresco con dulce de membrillo o de queso fresco con dulce de batata. A los quesos frescos se les dan versátiles usos: se consumen "tal cual vienen", se los usa feteados para preparar sándwiches de queso fresco, jamón cocido, rodajas de tomate, hojas de lechuga entre dos tapas o paredes de "pan francés" o pan casero; la polenta suele servirse espolvoreada con quesos rallados e inclusiones de queso fresco derretidas por el calor de la misma polenta. Incluso los quesos frescos suelen ser los sustitutivos más baratos de la mozzarella para usar en pizzetas y pizzas. El queso fresco argentino, derretido, suele ser el relleno más común de la omelette criolla argentina, mientras que el queso crema en sus variedades argentinas no solo es consumido untando rodajas de pan o galletitas para dietas livianas sino que se usa para preparar la chocotorta.
En el departamento pampeano de Guatraché, particularmente en Remecó, los menonitas elaboran artesanalmente quesos de tipo "neerlandés" (similares al queso Gouda).

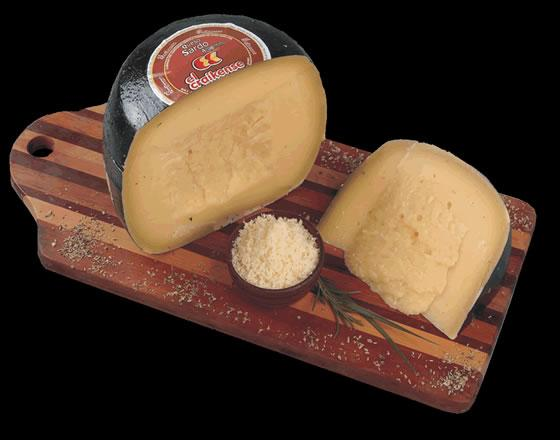
El sardo, queso duro utilizado para rallar y cocinar.

Desde la segunda mitad del siglo XX los quesos más consumidos en Argentina son los "frescos", que son quesos de pasta muy blanda a veces utilizados como sucedáneos de la mozzarella. Una variedad de queso fresco es el cuartirolo o quartirolo. De los quesos argentinos de pasta blanda destacan el cremoso y su variante el cremón (utilizado como sustitutivo de la mozzarella) y entre los quesos de pasta semidura son muy consumidos los Chubut, Mar del Plata, Tafí, Goya, Taluhet; aunque a inicios de siglo XXI es muy importante el consumo de los Port-Salut, los pategrás (del francés paté-gras o pasta crasa) confeccionados en Argentina, seguido por los fontina, provolones y las criollas provoletas, así como los quesos azules imitación Roquefort, los semisecos y bastante grasos que imitan a los Gruyère, y los quesos fundidos (entre los que se destacan los tipo queso Adler, aunque cierta clase de quesos fundidos son más parecidos a los quesos frescos y suelen ser usados al modo mozzarella para recubrir pizzas). También son importantes las producciones argentinas de quesos pepatos, crottines, semiduro de cabra y parmesano argentino, en bastante menor medida se producen y consumen los quesos Sbrinz, Cheddar y Emmental.
También originado fuera de esta zona es el queso Chubut, oriundo de la provincia homónima debido a la inmigración galesa de 1865. Sin embargo, durante el siglo XX el sur de la provincia de Buenos Aires ha sido importante productor de este tipo de queso patagónico. Las pizzas argentinas suelen ser preparadas con un queso que imita al italiano llamado mozzarella, aunque por lo general la mozzallera argentina es realizada con leche de oveja o leche de vaca, a diferencia de la leche de búfala que es la usada para la mozzarella italiana.
Los fideos y otras pastas (inclusive la polenta) suelen ser cubiertas con queso rallado de tipo parmesano o reggiano. Para espolvorear sobre las pastas y polenta existe como más frecuente la variedad llamada reggianito argentino. Otro queso de origen italiano bastante apreciado en Argentina (y muchas veces cocinado junto a los asados) es el provolone, una variante argentina denominada Queso Provolone Hilado Argentino, creada y patentada por Natalio Alba en 1940, incorporándose al Código Alimentario Argentino en 1955. La primera marca comercial de este queso es Provoleta, que fue registrada por su creador en 1963.
En líneas generales, durante el siglo XX el gusto más común entre los argentinos se ha dirigido a los quesos de tipo francés, y es debido a esto que en Argentina se producen imitaciones de quesos franceses. Tras la primera mitad del siglo XX en las principales zonas urbanas se ha difundido moderadamente el consumo de copias criollas de los daneses quesos danbo y fynbo. Otro producto lácteo muy difundido es el yogur.

### Pescado y afines
Pese a que gran parte de los inmigrantes italianos y españoles procedían de zonas litorales, y pese a ser enjundiosa Argentina en recursos ictícolas, durante todo el siglo XX el consumo de pescado ha sido relativamente muy bajo. La explicación principal para tal fenómeno se debe a la abundante oferta de carne vacuna y aviar (principalmente pollo) y a que este tipo de carnes produce mucha más saciedad que la mayoría de los pescados, mariscos y frutos de mar.
Por otra parte hasta inicios del siglo XX la gente humilde que habitaba en las costas de los grandes ríos solía tener como una de sus principales fuentes de nutrientes el pescado, por ejemplo el robusto sábalo. Precisamente por servir de alimento a los de menos poder adquisitivo se difundió como desprestigiante insulto el mote peyorativo (que llegó al lunfardo) de "sabalero" y de "el sabalaje", principalmente en las ciudades como Buenos Aires y Rosario para quienes se alimentaban con esta dieta entonces "barata" es decir económica. Un plato sencillo, sabroso y suculento frecuente en el Delta del Paraná y otras zonas del Litoral argentino es el pescado eviscerado, luego relleno y horneado (suele ser carnoso sábalo, por lo común su relleno es simple: donde estaban las "tripas" o vísceras se aplica un relleno con rodajas de cebolla, ajo picado y algún otro condimento económico como el del perejil también picado), manteniendo la piel descamada del pescado ya que es rica en nutrientes, luego es horneado en un típico horno de barro semicircular. A este pescado horneado se le suele acompañar con una ensalada criolla (de lechuga), incluso de berro, con rodajas o cubos de tomate, en ocasiones cubos de papa hervida, rodajas de cebolla y, como aliños o condimentos- pizcas de sal común (cloruro de sodio), vinagre y aceite comestible (preferentemente aceite de oliva).
Las preparaciones más comunes de pescados han sido simples escalopes de filet de merluza (por ejemplo el filet a la romana) y chupines. Con los mariscos se preparan en toda la Costa Atlántica del país cazuelas, mientras en la costa patagónica se consumen guisos de centolla y púlpito patagónico. Durante la Semana Santa se consume por tradición guiso de bacalao o de cazón previamente desecados salados y ahumados, también en esa época es algo más frecuente el consumo de pulpo en forma de guisos (por ejemplo pulpo a la gallega).
En algunos puertos marítimos es casi un detalle pintoresco el consumo de camarones y langostinos crudos condimentados con jugo de limón; mucho menos frecuente es el consumo de bivalvos crudos (aunque en la provincia de Chubut existen buenos criaderos de ostras). Aparte de la repugnancia que suelen tener los argentinos con el consumo de animales crudos, se suma a la prevención del consumo de estos alimentos la presencia de ocasionales mareas rojas (desde mediados de los 1970s: las mareas rojas son producidas por las toxinas acumuladas por los mariscos, toxinas que por su parte se originan de la descomposición masiva de los restos de peces que los buques factoría pesqueros arrojan al mar). Como quiera que sea, casi siempre los bivalvos están en buenas condiciones y esto facilita que durante las vacaciones muchos veraneantes preparen guisos de almejas.
En el Litoral argentino los peces dorado, surubí, pacú, pirá pytá y patí generalmente son preparados al horno ("horneados") o a la parrilla ("parrillados") y también es frecuente que formen parte del relleno para las empanadas de esa región.
La mejora de los transportes y de los medios de conservación han hecho que, recién a fines del siglo XX e inicios del presente, en algunas de las principales ciudades se pueda consumir (todavía bastante esporádicamente) calamar y pota, principalmente en forma de calamar a la provenzal. También tales mejoras han difundido moderadamente el consumo de atún, caballa, sardina y jurel enlatados. En ciudades portuarias como Mar del Plata suele ser muy característico que los turistas consuman las conservas de mariscos allí preparadas, por ejemplo los berberechos.
Desde la década del 90, el mar argentino es sobreexplotado por flotas pesqueras extranjeras que han puesto en grave riesgo la existencia de muchas especies. Asimismo, el 90% de los pescados capturados en las aguas marinas argentinas se sigue exportando en lugar de ser consumido en el país.

## Influencia de la religión católica
Se mantienen en gran medida las festividades y los platos asociados al culto católico, tales como la Navidad, que para esta fecha es tradicional el consumo de lechón a la parrilla o al horno, acompañado de turrones (postres con orígenes tanto españoles como italianos) y pan dulce, directamente derivado del panettone milanés, ensalada de frutas, etc.
Para Semana Santa, fechas en que la Iglesia Católica prescribía abstención de carne, son típicas las "empanadas de vigilia" (principalmente las rellenas de atún), y guisados con bacalao o, en su defecto, cazón. En tanto que al finalizar la Semana Santa, en Pascua se consumen huevos de Pascua y rosca de pascua. Para la celebración del día de Reyes existe una preparación de repostería llamada rosca de reyes.
Durante la Noche de San Juan y durante la fiesta de San Pedro y San Pablo ha sido —y en varios ámbitos es— tradicional realizar las sanjuanadas (en la primera de las fechas santoralicias) y las "fogaratas" (fogatas, o más bien fogones) nocturnas en torno a las cuales se reúnen los vecindarios (esta costumbre se ha diluido en las ciudades más densamente pobladas y "posmodernizadas" a fines del siglo XX); en tales fogaratas, además de celebrarse diversos ritos festivos resulta ser también tradicional el consumo colectivo de alimentos espetados y cocinados hasta quedar dorados y crocantes en los dichos fogones, principalmente batatas cocidas con el calor de las llamas.

## Otros alimentos

### Cerveza
La cerveza-llamada popularmente directamente por su nombre italiano en muchas ocasiones "birra"- compite desde la segunda mitad de siglo XX con los vinos. La industria cervecera surge a fines de los años 1860 traída por colonos alsacianos; las principales cervecerías se instalaron inicialmente casi en el centro de la ciudad de Buenos Aires, poco tiempo luego surgían otros polos cerveceros con producción industrial de cerveza: San Carlos Centro y Santa Fe Capital en la provincia de Santa Fe, Villa General Belgrano, Río Segundo y Córdoba Capital en la provincia de Córdoba, Quilmes y Llavallol en las cercanías de La Plata (provincia de Buenos Aires), San Miguel de Tucumán en la provincia de Tucumán y en las cercanías de las ciudades de Mendoza y de Salta.
Esto ha favorecido la existencia de eventos concomitantes, por ejemplo las llamadas Oktoberfests (sic) o "Fiestas de la Cerveza" en localidades que tienen un porcentaje llamativo de su población con orígenes teutónicos (Villa General Belgrano en la provincia de Córdoba, siendo la más importante de Iberoamérica) y en Villa del Parque (ciudad de Buenos Aires), fiesta en las cercanías del "Instituto Schiller Schulle". También otros colegios alemanes, como el Instituto Ballester (en la localidad bonaerense de Villa Ballester, donde también hay un importante Club de la colectividad, la Sociedad Alemana de Gimnasia), realizan su fiesta de la cerveza, en la cual solo pueden entrar invitados. En tales festejos se copian y adaptan a la Oktoberfest muniquesa y, como la misma, resultan atractivos turísticos. Además en sociedades alemanas de las provincias de Córdoba y Buenos Aires se realizan minis Oktoberfest en donde sirven cerveza, pretzels y embutidos de tipo alemán (salchichas, leberwurst, chorizos "alemanes" etc.). En la localidad balnearia de Villa Gesell se celebra la Winterfest (fiesta invernal de la cerveza).
A inicios del presente siglo se ha iniciado la producción cervecera a escala más que artesanal en la provincia norpatagónica de Río Negro teniendo uno de sus centros en las Chacras de Fernández Oro del Alto Valle.
Sin embargo, la presencia de muchos argentinos con linajes celtas, principalmente con ancestros irlandeses, ha favorecido la aparición de otras celebraciones cerveceras tales como el Día de San Patricio - 17 de marzo -), patrono de Irlanda.
En general las cervezas más consumidas en Argentina son las llamadas "rubias" o "blancas" ligeras al gusto con una graduación alcohólica de entre 4° a 5°, realizadas con cebada o con trigo, malta y lúpulo, siendo la ciudad rionegrina de El Bolsón considerada la Capital del lúpulo. mientras que la ciudad bonaerense de Puan se caracteriza por sus producciones de cebada cervecera y por ello en Puan se celebra la Fiesta Nacional de la Cebada Cervecera. El consumo de cerveza ha ido in crescendo desde aproximadamente 1980 (sustituyendo en gran medida al vino) así que en 2012 se consumen 42 litros de cerveza per cápita/año, esto se debe en gran medida a la muy buena calidad alcanzada por las cervezas argentinas.

### Otras bebidas alcohólicas

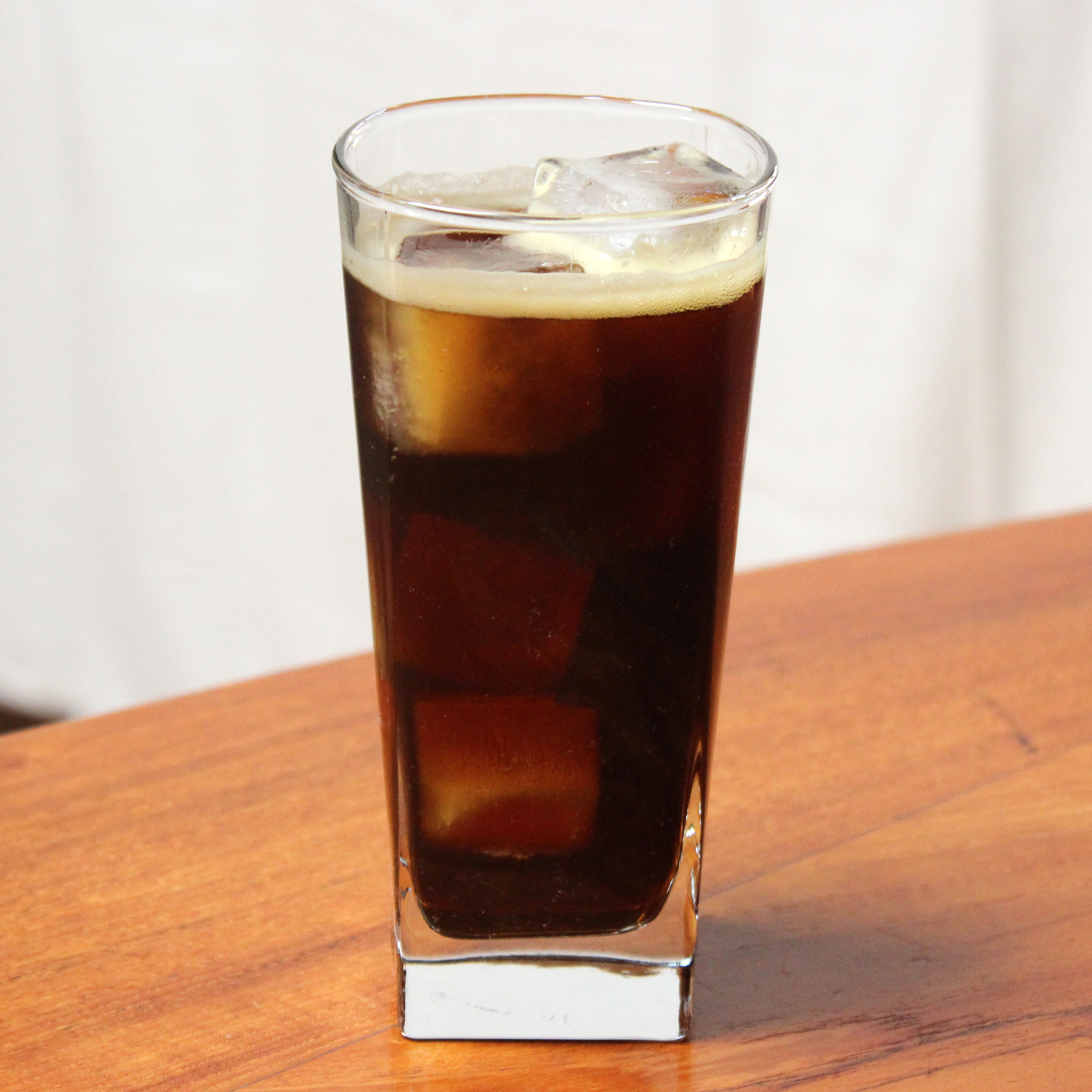
Fernet con coca, ícono de la provincia de Córdoba y el único cóctel oficial de la IBA de origen argentino.

Aunque el consumo de bebidas alcohólicas es quizás menor que el existente en los Estados Unidos y seguramente mucho menor que el habitual en las Islas Británicas, Escandinavia o Europa Central y Oriental, los argentinos las consumen regularmente y el país cuenta con una variada gama de elaboraciones, ya sea de modo industrial o de modo artesanal, y es frecuente el consumo de sidra (aquí nuevamente la herencia viene de España y de Italia, con más precisiones desde Asturias y Campania).
Otras bebidas espirituosas de bastante consumo son el aguardiente de caña azucarera, conocido como caña quemada o simplemente caña, con la particularidad de que hacia el 21 de junio (solsticio de invierno austral) o el 1 de agosto es tradicional beber caña quemada o ginebra con ruda macho, atribuyendo a tal mezcla la prevención de la gripe y otras afecciones (En ciertas regiones del país, especialmente en el NOA) esta práctica forma parte de la "corpachada" un rito sincrético: los que consumen esta mezcla de caña o de ginebra antes de ingerirla ofrendan el primer "trago" a la "Pachamama" -Tierra Madre-), esta ofrenda suele ser realizada con el simple escanciado de la bebida sobre el suelo de tierra; los 1 de agosto existe una opción a la fórmula antedicha: el consumo de ruda ("macho" o incluso "hembra") macerada en caña de durazno o directamente ruda macho macerada en caña quemada que los 1.º de agosto se bebe -en tres tragos- en ayunas. La caña compite, principalmente en áreas rurales, con la ginebra.
Abundan las producciones artesanales de licores, por ejemplo los de peperina, naranja, huevo, anís, café, cereza y el licor de dulce de leche.
Una especie de licor (más exactamente una bebida alcohólica destilada) a base de cáscaras de naranjas creado en Argentina hacia 1864, es la Hesperidina.
Puede incluirse entre los licores al chitronchelo (en italiano: citroncello o limoncello), basado en el limón. Esta bebida fue traída por los inmigrantes procedentes del Mezzogiorno. Es producida artesanal e industrialmente (por ejemplo en Mar del Plata); asimismo es bastante consumida la grapa.
Abundan los llamados mezcladitos, mezcla de una bebida alcohólica -casi siempre vino- con una no alcohólica -casi siempre gaseosas con gusto frutales. Los preferidos son los de vino tinto con una bebida cola, o los de vino tinto con gaseosas gusto naranja o gusto lima-limón. En casi toda la Argentina, y en especial en la Provincia de Córdoba se da preferencia al "Fernando" es decir a un cóctel de fernet con bebida cola
Los argentinos y argentinas son mucho más adeptos a las infusiones anaalcohólicas -es decir: sin alcohol- (aunque alguna que otra vez se mezclan ambas "familias" -el yerbiao por ejemplo, es mate mezclado con caña o ginebra-).
En el Noroeste se destaca la chicha y en la región andinopatagónica una bebida similar llamada chupilca.
Aunque no son de consumo frecuente, en Argentina, más precisamente en la Provincia de Córdoba, se producen vodkas de buena calidad premiados internacionalmente.

### Café y las infusiones de chocolate
Dada la fuerte impronta cultural europea particularmente la del área mediterránea y en especial de España e Italia, es muy común el consumo de café. El café en Argentina es en general torrado (tostado con azúcar) excepto el café expreso servido en las confiterías. No muy atrás queda el consumo de infusiones de chocolate (de influjo español, aunque la planta tenga origen mesoamericano), que se incrementa durante el otoño y el invierno y en las zonas frías del país en esos momentos y lugares suele ser común la ingesta de chocolate con churros.
Por otra parte, especialmente en las áreas rurales y semirrurales se producen (hasta ahora en moderadas cantidades) "cafés" alternativos como los llamados café de algarrobo, café de mistol y café de higo, es decir infusiones que, como el café de malta imitan al café propiamente dicho y son consideradas más saludables porque poseen – a diferencia del café – un dosaje mínimo de alcaloides.

### Té
El influjo cultural inglés ocurrido durante todo el siglo XIX y las dos terceras partes del siglo XX, especialmente entre la clase media urbana (y téngase en cuenta que la clase media urbana argentina es la mayoría de la población argentina) influjo reforzado a fines del siglo XX e inicios del siglo XXI por el resurgir del "Lejano Oriente" ha hecho que también sea muy común el consumo de té, pero cabe aclarar que todavía se consume casi exclusivamente el té negro común de la variedad Assam, siendo poco conocidas a fines del 2008 variedades como Earl Grey, Darjeeling u otras; el té más consumido en Argentina es de producción nacional a partir de los cultivos intensivos realizados en la provincia de Corrientes y -en menor medida- en la de Misiones, desde los 1960 es muy común que el té que se consume en Argentina sea el "té en saquitos", es decir té finamente molido envuelto en pequeños envases ("sacos") de papel neutro muy permeable, tales "saquitos de té" se colocan en tazas a las que se vierte el agua a la cálida temperatura conveniente.

### Mate y tereré

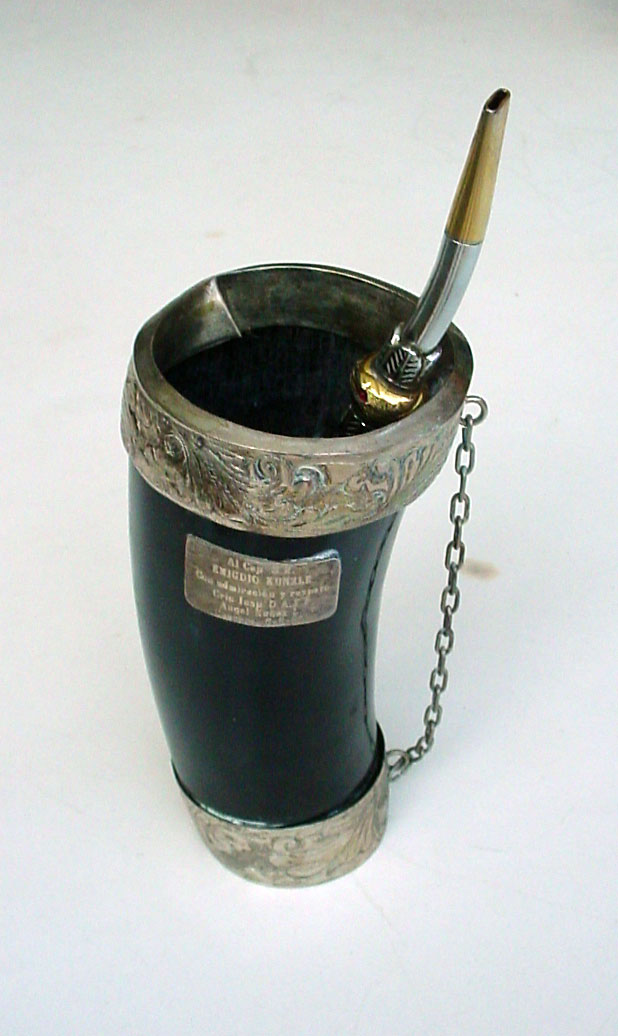
Una guampa, vaso especial para tomar tereré, infusión fría realizada con yerba mate.

Entre las infusiones típicas están en primer lugar el mate y luego el tereré. Los guaraníes consumían el mate de las mismas formas que en la actualidad: como mate cocido (infusión), como tereré (con agua fría) o mate caliente tomado con bombilla, que consistía en una tacuara con agujeros pequeños o con una cestita tejida que le añadían a la tacuara para filtrar. Unos de los más antiguos utensilios materos conocidos se encuentran en esta la Ciudad de Santa Fe y fueron excavados en el sitio arqueológico de Santa Fe la vieja. Mucho antes de que se utilizaran los utensilios que hoy conocemos, los indígenas bebían la infusión en forma de té, agregándole agua caliente o fría a la yerba mate. El recipiente utilizado era el bernegal, hecho de calabaza grande (Cucurbita moschata) cortada por el medio mientras con el labio superior impide que la yerba pase a la boca sorbiéndola entre los dientes. Posteriormente, los españoles introdujeron el uso de una suerte de cuchara de metal llamada "apartador" con el cual detienen la yerba molida mientras sorben el té. Con el paso del tiempo, el bernegal de calabaza, sería reemplazado por vasijas de arcilla cocida con la misma forma de la media calabaza. En las excavaciones llevadas a cabo en el sitio arqueológico de Cayastá, se encontraron restos del bernegal de arcilla con decorados, tal como los elaborados en la Santa Fe colonial. Estos utensilios pueden ser considerados los más antiguos antecesores conocidos de los mates que hoy utilizamos para la infusión de Ilex paraguariensis. Posteriormente entre ciertas clases sociales dentro del ambiente urbano, se introduce el uso del mate o calabaza pequeña (Lagenaria siceraria) utilizada junto a la bombilla, consistente en un "un cañito de madera o alguna caña" según nos revela Dobrizoffer.

### Mate cocido y el cocido quemado
Como variedad del mate, el mate cocido (llamado "cocido" a secas, en el Noreste de Argentina) es una infusión típica de las gastronomías del Cono Sur. Se prepara hirviendo yerba mate en agua, luego se cuela, y se sirve en tazas. Es una bebida de sabor amargo similar al mate pero más suave, con las mismas propiedades estimulantes y nutricionales que este. También se comercializa yerba mate en "saquitos" de papel. Para poder preparar el mate cocido de la misma forma que el té. Puede endulzarse con azúcar u otro edulcorante y agregársele leche a la bebida obtenida.
Existe una versión del mate cocido típica del Noreste de Argentina, y aún más en zonas puebleras y rurales, llamado "mate cocido quemado" o directamente "cocido quemado". La misma consiste en tostar o "quemar" la yerba a la vez que se carameliza un poco de azúcar en la olla, todo esto antes de agregarle agua ya caliente. El tostado o "quemado" de la yerba y caramelización del azúcar puede hacer directamente con un brasa encendida, o también con el calor del fuego dando en la olla. El resultado es una infusión con el sabor a yerba mate tostada endulzado con "caramelo de azúcar".

### Otras infusiones y los aperitivos
Se consume en grandes cantidades el mate tanto en su forma tradicional como en la de una infusión: el mate cocido. En el país abundan las hierbas medicinales y que muchas de ellas son bebidas en forma de infusión llamadas usualmente "té" (por ejemplo "té de manzanilla", "té de tilo", "té de coca" etc.): manzanilla, llantén, boldo, poleo, peperina, carqueja, tomillo, canchalagua, ruda (macho y hembra), malva, romero, marcela, torongil, enebro, tilo, calafate, maqui, pasionaria, bira bira, rica rica, palán palán y muña muña son algunas de las principales; con las hojas de coca en el NOA, especialmente en Salta y Jujuy, se prepara el "mate de coca" para atenuar los efectos del "soroche" (o apunamiento o "mal de las alturas"). Con muchas de tales hierbas, además de infusiones se realizan aperitivos o amargos sean alcohólicos o no, los amargos y aperitivos se basan en maceraciones de hierbas como, además de las antecitadas, la genciana, el ya citado enebro, el incayuyo, el tomillo, el romero, la cuassia y la canchalagua etc. En este conjunto también se incluye la ferro-quina, por otra parte una típica bebida del noreste argentino es el tereré, principalmente consumido con jugos en polvo de cítricos; y en menor medida, con otras hierbas o "remedios".

### Minutas

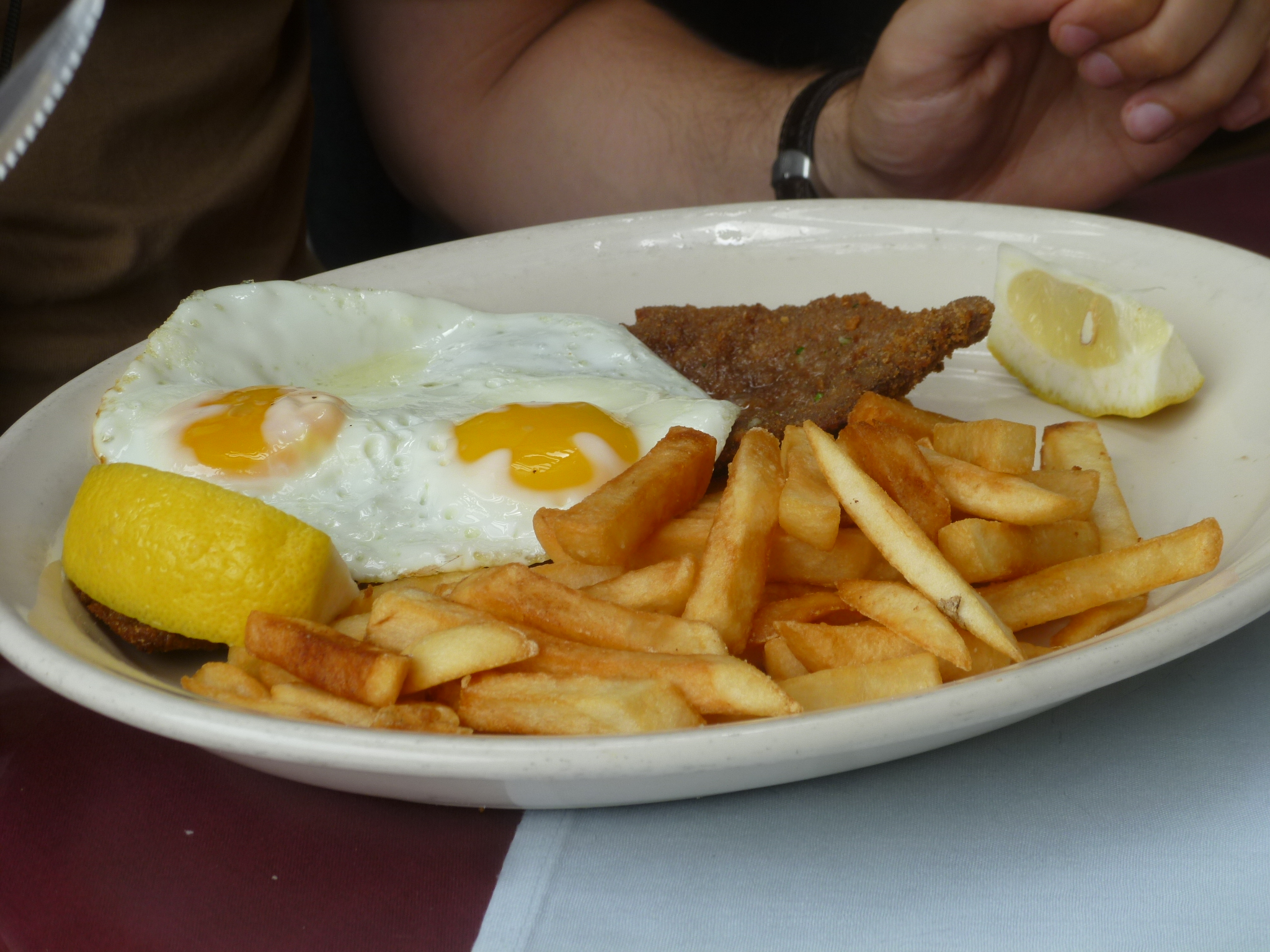
Milanesa "a caballo" con papas fritas.

En los restaurantes, rotiserías y restobares (bar más restaurante o restorán) comunes de casi toda Argentina suelen servirse (hasta la madrugada) comidas de preparación bastante rápida llamadas minutas. Algunos de los platos que integran el conjunto de las minutas son milanesas, churrascos, bifes, escalopes, tallarines, ravioles y ñoquis, aunque algunos son muy típicos de los lugares de ventas de comida: los "bifes a caballo" (bistecs de carne vacuna acompañado con dos huevos fritos), la "milanesa a caballo", la "milanesa completa" (una milanesa con dos huevos fritos y una guarnición de papas fritas), el revuelto Gramajo, el colchón de arvejas (guisantes), el pollo al spiedo (es decir, pollo espetado, y antiguamente asado, modernamente es grillado por un sistema automático vuelta y vuelta en un horno con reflectores de calor a gas u otra fuente de energía calórica) la "suprema de pollo" (una especie de milanesa de carne de pechuga de pollo), el filet a la romana, los matambres, la lengua a la vinagreta y los sándwich o -popularmente- "sánguches".
Un postre que suele ingerirse tras estas minutas es el flan de vainilla o el budin de pan acompañado con dulce de leche y crema.
La variedad de sándwiches en Argentina es amplísima, los más comunes son los de milanesa, los de jamón cocido y queso, los de pan de miga, los de pan tostado, los pebetes, los panchos, los carlitos (sic: en este caso se usa la palabra "carlitos" para referirse a los sándwiches de miga tostados u horneados), los llamados choripanes y morcipanes, etc. Desde Montevideo, se ha difundido a algunas zonas del Gran Buenos Aires (en especial en La Capital) una especie de sándwich llamado chivito, aunque en este no exista ninguna carne caprina, no hay que confundirlo con el chivito norteño ni con el chivito a la llama (en ambos casos: el del chivito norteño es efectivamente un chivo joven asado y el del chivito a la llama es una preparación de origen gaucha en el cual el chivo o el chivito es cocinado "rostisado" al exponer su carne a las llamas de un fogón); muy similar al conjunto de sándwiches llamados chivitos es el de los llamado lomitos.

### Empanadas

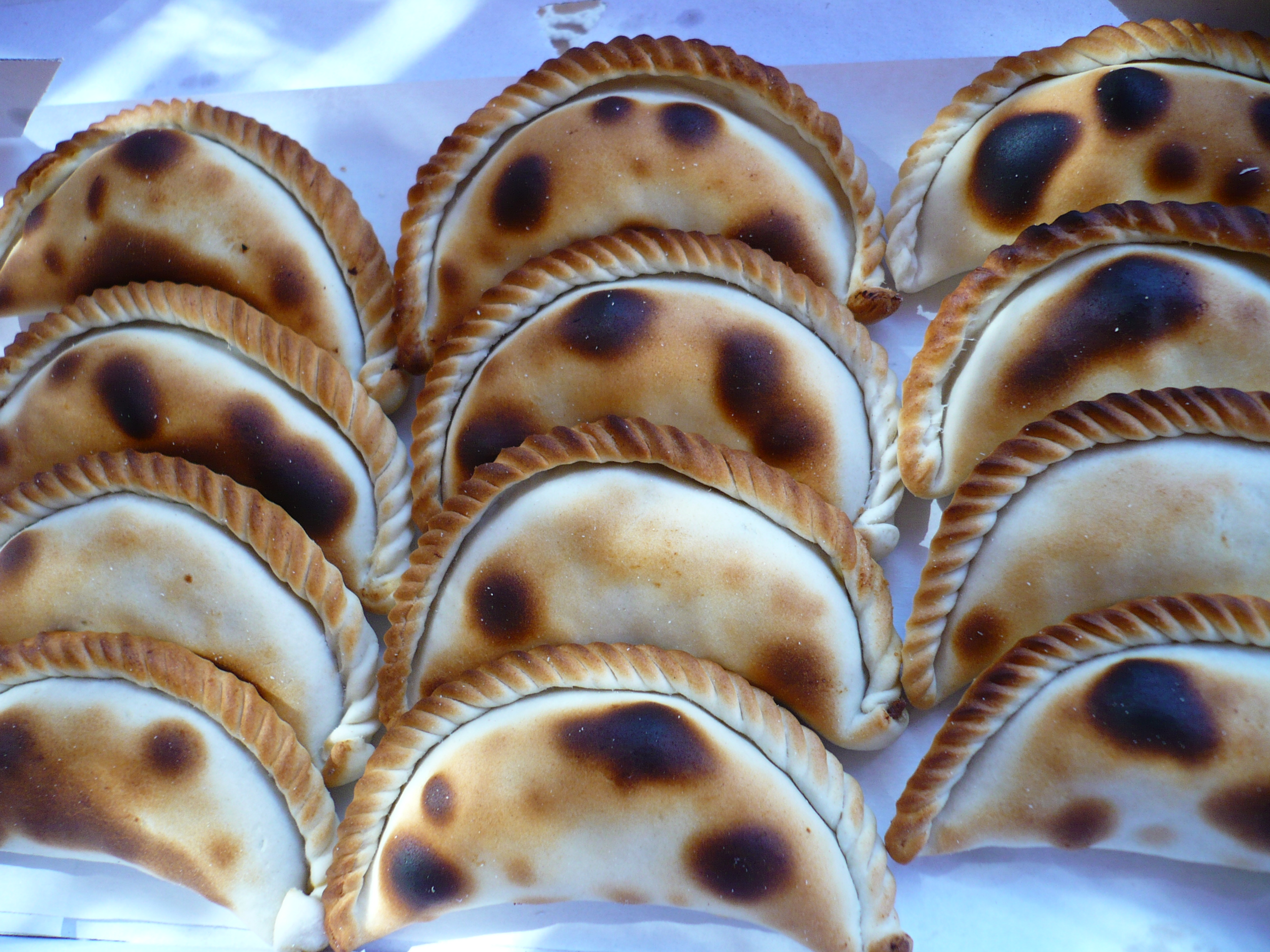
Empanadas de la provincia de Salta.

A pesar de que las empanadas se consumen en todo el país, destacan las del noroeste donde la consideran patrimonio gastronómico, sin embargo existen diversas formas de prepararlas según la provincia o según la región:
- La empanada según los tucumanos: se cocina en horno de barro, a pesar de que suele ser jugosa se le agrega limón. La preparan tradicionalmente de carne vacuna, pollo, y mondongo.
- La empanada según los salteños: se caracteriza por el uso de papa, de carne vacuna, pollo, y en las regiones más altas, de camélidos sudamericanos, como la llama o el guanaco.
- La empanada según los jujeños: utilizan carne vacuna, o bien de pollo, caprina, y hasta de camélidos sudamericanos. Utilizan también el ají, cebolla blanca y las arvejas.
- La empanada según los cordobeses: su empanada es dulce, con azúcar blanca de caña en las tapas y pasas de uvas en su interior, como también papas y aceitunas. La carne es el principal ingrediente del relleno.
- En La Rioja también se utilizan las papas y las aceitunas, solamente que esta vez usan carne caprina y buena cantidad de ajo.
- La empanada según los cuyanos:. Aunque en San Juan existen empanadas similares a las chilenas pero más jugosas por el uso de rellenos con abundante cebolla blanca y cebolla de verdeo. En el resto de las provincias que comprenden la región de Cuyo, son muy similares las costumbres gastronómicas para elaborar empanadas.
- La empanada según los entrerrianos: son de carne vacuna complementada con cebolla, ají, aceite, y condimentos diversos (ají molido, orégano, pimentón y comino, entre otros).
- La empanada según los porteños: se consumen empanadas tucumanas bajo el mismo nombre pero con mayores dimensiones y también la cordobesa, exceptuando que a esta le agregan comino.
- La empanada según los pampeanos: les gusta la porteña y la cordobesa, con agregado de morrón.
- La empanada según los patagónicos: en las Malvinas ha sido tradicional el consumo de empanadas en cuyo relleno se encuentra tomate; en la región continental de la Patagonia argentina, quizás teniendo como foco la zona del bajo valle del río Chubut (poblado desde 1865 por inmigrantes de origen galés) existe una variante en la cual el relleno se basa en las carnes más accesibles de la zona, por ejemplo carne de cordero, de guanaco y -especialmente en las zonas litorales- carnes de mariscos; la más caracterizada empanada patagónica se suele preparar con mejillones cocidos, fuertemente condimentada incluso con vino blanco.
- En el NEA además de empanadas con tapas hechas con harina de mandioca existen (principalmente en las zonas húmedas la provincia de Formosa) empanadas cuyo principal relleno es la carne picada de yacaré.

También son muy populares las empanadas llamadas "árabes", que son similares a las sfihas cerradas y se elaboran con carne vacuna, tomate, cebolla y jugo de limón. Estos ingredientes suelen rellenar crudos la masa y luego la empanada ya armada es cocinada en horno.
Empanadas dulces, hasta casi el último cuarto del siglo XX las "empanadas dulces" eran las cordobesas al estar espolvoreadas con azúcar y rellenas con pasas dulces de uva, sin embargo a fines de siglo XX se han difundido empanadas (generalmente empanadillas) que, a modo de postres, están rellenas ya sea con dulce de leche, o de membrillo o de batata o ricota dulce.

#### Historia de la empanada
Con respecto a las empanadas podemos ir un poco hacia atrás. La empanada argentina es una de las enseñas nacionales de la cocina y la gastronomía del país de Cortázar y Borges. La empanada es sinónimo de Latinoamérica y, sobre todo, de Argentina. Si bien es cierto que el origen de este pequeño bocadillo –envoltorio de masa relleno con carne, vegetales, quesos o una combinación de los anteriores– es incierto, la empanada forma parte de la gastronomía argentina y constituye un aperitivo delicioso y fácil de preparar.
La historia de la empanada argentina tiene sus más remotos precedentes en la antigua Mesopotamia. Pero entronca con el Medievo hispánico, puesto que fueron los árabes procedentes de zonas como la actual Siria quienes la trajeron a Al Ándalus en las alforjas de sus cabalgaduras. La ventaja que conllevaba este alimento para los diestros jinetes y guerreros del Califato y de los Emiratos Taifas es que, una vez cocido, podía durar varios días en buen estado, y por lo tanto, asegurar un buen bocado a quienes habían de atravesar las áridas estepas y los feraces montes en las aceifas o expediciones punitivas contra el enemigo cristiano y las muchas escaramuzas de tan procelosos y turbulentos tiempos.
Posteriormente, entre la época del Virreinato colonial español y las primeras décadas del revuelto siglo XIX argentino, tanto la influencia de los gallegos (entre quienes tanto se prodiga tan deliciosa vianda) como la presencia de mercaderes moros que las vendían en aquella Argentina camino de las audacias y heroicidades de los bravos caudillos de la Emancipación, la sellaron a fuego en la personalidad gastronómica nacional.
Lo más importante en la empanada argentina es el relleno. La típica empanada se debe rellenar con carne cortada a cuchillo. Nada de carne picada. Con la carne cortada a cuchillo conseguiremos que la empanada esté mucho más jugosa.
Así, la empanada de la Argentina es una descendiente de las recetas del centro del país. Más concretamente de Buenos Aires (provincia y ciudad), donde poco a poco han dejado de lado su valor cultural para dar paso a uno más comercial), además de las de las provincias de Tucumán o Catamarca. No es lo mismo en los pueblos, donde la elaboración de una empanada puede durar horas, que en la gran ciudad, donde solo necesitas ir al supermercado y comprarla.
La empanada argentina es parte de la columna vertebral de la gastronomía del país junto con el asado. El bocadillo cuenta, incluso, con el sello de Patrimonio Cultural, alimentario y gastronómico argentino que otorga la Secretaría Nacional de Cultura del país.
La pluralidad de la empanada es la manifestación de un país, Argentina, con muchas historias y culturas distintas. En la empanada argentina confluyen el pasado español y el cosmopolitismo y mestizaje gastronómico y cultural que caracterizan a esta república rioplatense. Una mezcolanza de sabores y de saberes que son propios de un país que ha transitado desde el viejo Virreinato hispánico, hasta aquella homérica república de los grandes espacios pamperos y de los caudillos federales y unitarios, hasta la moderna Argentina que nace fundamentalmente a finales del siglo XIX, con el cruce de inmigraciones diversas, sobre todo europeas y muy en especial italianas.

### Picadas
Las picadas, las cuales son consumidas en los hogares o en establecimientos gastronómicos, son un conjunto de platillos en los que se encuentran distribuidos dados de queso semiduro (tipo queso Mar del Plata o Chubut), dados de salame, aceitunas en salmuera, cuadraditos de pizza, cuadraditos de milanesa, papas fritas, maníes, berenjena en escabeche, etc. Una vez más, puede comprobarse el origen de la picadas argentinas en las "tapas" españolas o la "tavola calda" o "tavola fredda" italianas.
La picada se consume generalmente acompañada por alguna bebida alcohólica (un "fernet", un "vermut", una cerveza, un vino con soda, para dar algunos de los ejemplos más comunes), casi una variedad de picada algo en desuso a fines de siglo XX es el copetín, caracterizado por ser consumido entre el almuerzo del mediodía y fines de la tarde.

### Helados
Los argentinos son muy aficionados a los helados, en especial los de tipo italiano, aunque ya desde el tiempo de la colonia española existía alguna afición, en ese entonces a los helados de tipo sorbete, preparados aprovechando la caída de granizo o, donde era posible, la existencia de nieve (se documenta la fabricación de helados con nieve en la ciudad de Mendoza ya a inicios del siglo XIX), en la actualidad esos "helados de agua" se consumen principalmente en el Norte argentino con el nombre de achilatas; semejantes a las achilatas aunque con diferentes preparaciones y presentaciones son los picolés, también del norte argentino.
De las cremas heladas de tipo italiano las más difundidas son las que se sirven en cucurucho o en vasito (barquillos de masa delgada de harina tostada), siguiéndoles las cassatas (aquí tenemos otro criollismo de origen italiano: en Italia se denomina cassata a una especie de tarta, en cambio en Argentina es un tipo de postre helado), los sundaes, los "sándwiches" y "alfajores helados", o, en los casos de venta callejera los helados en "palito" y los "bombones helados".
Las distintas heladerías en Argentina, tienen en su menú todo tipo de gustos de helado. Entre ellos podemos encontrar los gustos hechos a base de crema (crema americana, tramontana, crema rusa, crema de vainilla, frutilla a la crema, mousse de arándanos y de maracuyá, sambayón), a base de chocolate (chocolate amargo, chocolate con almendras, chocolate granizado, chocolate con avellanas, chocolate marroc, chocolate italiano, mousse de chocolate, chocolate blanco), a base de dulce de leche (dulce de leche con almendras, dulce de leche granizado, super dulce de leche), helados frutales (frutilla, durazno, manzana, limón, frambuesa, pomelo, melón) y en algunas heladerías podemos encontrar gustos especiales como: banana split, frutilla granizada, mascarpone, tiramisú, flan, almendrado y café, entre otros (por ejemplo en Cafayate son renombrados los helados de torrontés y en varias de las principales ciudades productoras de cerveza los helados de cerveza, aunque también los helados de vino como el torrontés y los de cerveza se pueden encontrar en algunas de las heladerías o alguna "gelatería" de las principales ciudades), en rigor, desde fines del siglo XX en las principales ciudades de Argentina, tal cual ocurre en las principales ciudades del mundo, existe una tendencia a generar una gran cantidad de variedades de helados con los gustos cada vez más "exóticos" y globalizados aunque en la población predominan los gustos tradicionales.
Es importante destacar que algunas heladerías tienen gustos de helados light o con bajas calorías, kosher y para celíacos también (es decir en el caso de los celíacos preparaciones sin gluten).
En postres helados se destaca el Don Pedro, creado en Buenos Aires, y que básicamente consiste en helado de crema con whisky y nueces.

### Golosinas, postres, masitas y afines

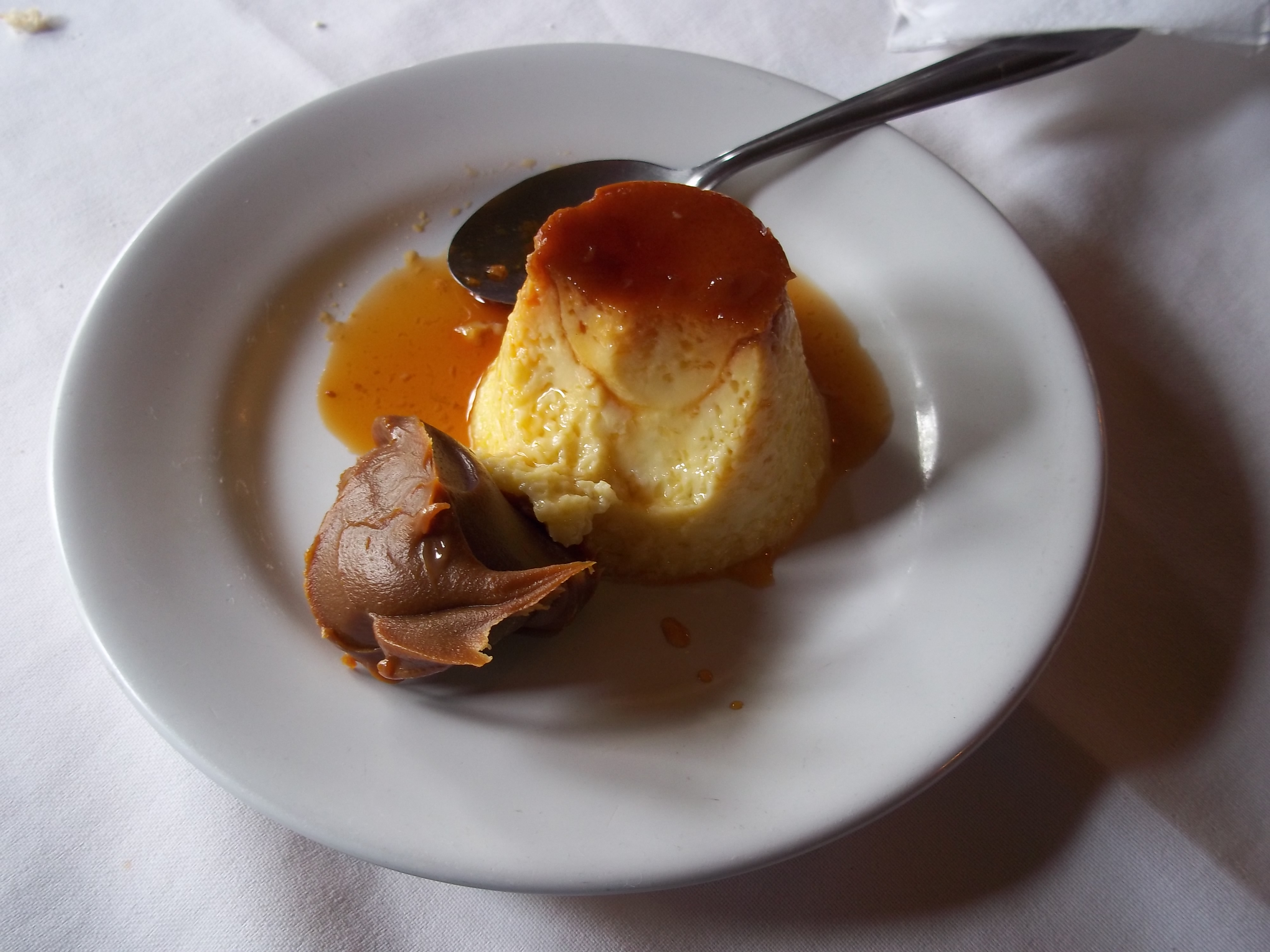
Flan casero con dulce de leche.

Ya se ha hecho mención de postres como el de Balcarce, los pellizcos de Quequén, las capias, el postre Mantecol, el bolanchao, los alfeñiques de Tucumán, las facturas, los alfajores, los flanes y budines, la mazamorra, el arroz con leche etc. Concretamente los niños de Argentina son muy aficionados a las golosinas dulces como los cubanitos (barquillos cilíndricos rellenos con dulce de leche), los caramelos -algunos han llegado a ser casi "folclóricos" como el Chuenga y el caramelo Media Hora (un caramelo sabor a anetol, sin alcohol). Argentina es un país productor y exportador de caramelos, caramelos semiblandos de dulce de leche, pirulines, pralinés, manzanas acarameladas, gelatina de postres, las garrapiñadas de maní, las almendras garrapiñadas, maní cubierto con chocolate, los "chocolatines, pororó (también conocido como pochoclo), bombones, alfeñiques, pellizco, cubanitos, pastillas de menta, mentol, eucalipto; todas estas golosinas poseen un elevado porcentaje de glucosa lo cual sirve para aportar en breve tiempo gran cantidad de energía (requerida muchas veces en la infancia para el metabolismo cerebral en desarrollo o para el esfuerzo físico de muchos juegos y deportes) aunque la glucosa consumida crónicamente es desaconsejable. Aunque no sean propiamente dichas "golosinas" corresponde recordar a las llamadas genéricamente "galletitas de agua" o "masitas" (este nombre se le da en extensas partes del interior argentino); las galletitas de agua o masitas se caracterizan por ser ázimas (sin levaduras), de forma rectangular muy plana y con un ligero tostado por el horneado, estas galletitas o masitas que desde arriba se ven cuadradas y con unos muy pequeños orificios regularmente distribuidos en su superficie, y de costado se ven chatas de unos pocos milímetros de espesor, han sido y son muy consumidas para acompañar infusiones o para acompañar especies de sándwiches (casi siempre de jamón crudo y queso) llamados canapés; una variante de las "galletitas de agua" son las cerealitas que se caracterizan por su preparación con trigos de harinas integrales e incluso estar espolvoreadas con semillas (por ejemplo de sésamo blanco y negro). Por otra parte cabe recordar a los bizcochos Canale elaborados por la empresa que les dio el nombre y se tratan de rebanadas bien leudadas de un pan endulzado con agua de azahar, canela pizcas de azúcar de caña y tales rebanadas luego horneadas moderadamente.

## Patrimonio Cultural, Alimentario y Gastronómico
La Secretaría de Cultura de la Nación ha determinado que el vino tinto malbec, el mate conjuntamente con la yerba mate, el dulce de leche, la empanada y el asado lleven el sello de Patrimonio Cultural, Alimentario y Gastronómico Argentino, por tratarse de productos típicamente argentinos y de consumo generalizado en todo el país.